# Liste der Baudenkmäler in Nürnberg/Weiterer Innenstadtgürtel Süd
Dies ist eine Teilliste der Liste der Baudenkmäler in Nürnberg. Sie enthält die in der Bayerischen Denkmalliste ausgewiesenen Baudenkmäler auf dem Gebiet der statistischen Stadtteile Weiterer Innenstadtgürtel Süd West Nord Ost und der kreisfreien Stadt Nürnberg in Bayern. Grundlage ist die Bayerische Denkmalliste, die auf Basis des bayerischen Denkmalschutzgesetzes vom 1. Oktober 1973 erstmals erstellt wurde und seither durch das Bayerische Landesamt für Denkmalpflege geführt und aktualisiert wird. Die folgenden Angaben ersetzen nicht die rechtsverbindliche Auskunft der Denkmalschutzbehörde.
Diese Teilliste enthält Objekte aus folgenden statistischen Stadtteilen und deren statistischen Distrikten:
- 01 Weiterer Innenstadtgürtel Süd: 10 Ludwigsfeld, 11 Glockenhof, 12 Guntherstraße, 13 Galgenhof, 14 Hummelstein, 15 Gugelstraße, 16 Steinbühl, 17 Gibitzenhof, 18 Sandreuth, 19 Schweinau

## Ensembles
| Lage       | Objekt                                                          | Beschreibung | Akten-Nr.     | Bild             |
| ---------- | --------------------------------------------------------------- | --- | ------------- | ---------------- |
| (Standort) | Arbeitersiedlung des Bauvereins Siemens-Schuckertscher Arbeiter | Die ersten Anregungen zu dieser Siedlung gingen 1895 von der Arbeiterschaft der damaligen „Elektrizitätsgesellschaft vormals Schuckert & Co.“ aus, zunächst mit der Absicht Eigenhäuser zu errichten. In Verhandlungen mit der Gesellschaft, welche die Unternehmung förderte, wurde das Konzept zu Mietwohnungsbau abgeändert. Am 28. Januar 1896 wurde dann ein Bau- und Sparverein (Bauverein S.S.A.) gegründet mit zunächst 283 Arbeitern als Mitgliedern. Mit der Unterstützung bei Finanzierung und Grundstückserwerb der Firma und des Teilhabers Kommerzienrat Wacker konnten dann zwischen 1898 und 1908 100 Häuser mit 772 Wohnungen errichtet werden. Wegen Kriegszerstörung, denen auch die ältesten Bauten an der Ecke Gugel- und Siemensstraße mit der alten Geschäftsstelle zum Opfer gefallen sind, kann nur noch der durch dichte historische Bausubstanz gekennzeichnete Kern der Siedlung als Ensemble erfasst werden. Der Wiederaufbau beschränkte sich im Wesentlichen darauf, Lücken zu füllen und so das geschlossene Viertel wiederherzustellen. | E-5-64-000-3  | BW               |
| (Standort) | Dr.-Luppe-Platz                                                 | Das Ensemble umfasst den Dr.-Luppe-Platz, der sich früher zum alten Ludwig-Donau-Main-Kanal öffnete. Der Platz ist das städtebaulich ausgebildete Zentrum einer nach Süden anschließenden großen Siedlungsanlage, die Mitte der zwanziger Jahre von der Gemeinnützigen Wohnungsbaugesellschaft der Stadt Nürnberg nach Plänen von Oberbaurat Karl Sorg und mit Grundrisstypen von Ludwig Wagner-Speyer errichtet wurde. Der Name des Platzes erinnert an den bedeutenden Oberbürgermeister Hermann Luppe, der als Vertreter der Stadtgemeinde Nürnberg Gesellschafter dieser städtischen Wohnungsbaugesellschaft gewesen war. Der Platz ist Denkmal von städtebaulicher und sozialgeschichtlicher Bedeutung und erinnert stellvertretend an die öffentlichen Bemühungen zur Lösung des Wohnungsproblems, auch ohne Einbeziehung der gesamten Siedlungsanlage. | E-5-64-000-9  | BW               |
| (Standort) | Rosenhofsiedlung                                                | Das Ensemble besteht aus einer Siedlungsgruppe in Gleißhammer südlich der Regensburger Straße. Drei Baugenossenschaften errichteten hier als Selbsthilfunternehmungen nebeneinander Wohngebäude. Die 1919 gegründete Straßenbahnbaugenossenschaft (später Wohnungsgenossenschaft Noris) wollte für die ledigen und aus dem Ersten Weltkrieg heimgekehrten Straßenbahner in der Nähe der Straßenbahnwerke (Luitpoldhain) Wohnstätten schaffen. Es folgte die 1921 ins Leben gerufene Baugenossenschaft des Bayerischen Bundes Kriegsbeschädigter und Kriegshinterbliebenen GmbH, die sowohl größere Wohnanlagen plante wie Einfamilienhausgruppen. Schließlich wurde hier auch die Baugenossenschaft Rosenhof, gegründet 1925 (heute mit Baugenossenschaft Bruderhilfe zum Gemeinnützigen Wohnunternehmen Frankenheim zusammengeschlossen), tätig. Eine dreigeschossige Mehrfamilienhausanlage der Kriegsbeschädigten und Kriegshinterbliebenen bildet eine Begrenzung und Abschirmung entlang der Regensburger Straße; durch eine charakteristische Tordurchfahrt in einem höheren und repräsentativer ausgebildeten ist das dahinterliegende Siedlungsgebiet erschlossen. Diese Anlage wurde 1922/23 von den Architekten Carl Griesser und Theo Ehrenfried, die ein Büro für Hochbau und Innenarchitektur in Nürnberg leiteten, errichtet. Dieselbe Baugenossenschaft hatte auch (ab 1921) von denselben Architekten Reihenhausgruppen zwischen Birkenhof und Leonhard-Frank-Straße errichtet. Nicht für die Kriegsbeschädigten und Kriegshinterbliebenen kam der Gartenstadtgedanke zur Anwendung, auch die Architekten Lehr und Leubert schlossen sich den um 1924 für die Straßenbahner errichteten Häuser hieran an. Lehr und Leubert brachten damit den vor allem durch ihre Tätigkeit in der Gartenstadt Nürnberg entwickelten zweigeschossigen Walmdachhaustypus in einer Siedlung zur Anwendung, die Wohnungen für eine bestimmte Berufsgruppe bereitstellen sollte. Geschlossen wird das Siedlungsareal durch sehr langgestreckte Reihenhausgruppen, die nach 1925 von der Baugenossenschaft Rosenhof an der Rosenhofstraße errichtet wurde. Wegen der relativ geringen Größe der Siedlung fehlen größere Gemeinschaftseinrichtungen, doch war selbstverständlich an ein Gasthaus für das Vereinsleben gedacht (Richthofenstraße 4). Die soziale Kombination von Selbsthilfeunternehmungen und die formale Kombination von Mehrfamilienhausanlagen und Einzelhausreihen mit Gärten machen die Bedeutung und Besonderheit der Siedlung aus. | E-5-64-000-28 | Rosenhofsiedlung |

## Baudenkmäler in Weiterer Innenstadtgürtel Süd

### Ludwigsfeld
| Lage                                                                                      | Objekt | Beschreibung | Akten-Nr.                | Bild           |
| ----------------------------------------------------------------------------------------- | --- | --- | ------------------------ | -------------- |
| An der Ehrenhalle 25 (Standort)                                                           | Denkmal für die im Ersten Weltkrieg gefallenen Flieger                                                           | Breit gelagertes Postament aus Kalkstein mit konischem Kalksteinpfeiler und Bronzeadler, von Walter Franke, 1924; seit 1958 am heutigen Standort hinter der Ehrenhalle | D-5-64-000-105 Wikidata  | weitere Bilder |
| An der Ehrenhalle 25 (Standort)                                                           | Ehrenhalle für Gefallene des Ersten Weltkrieges                                                                  | Flachgedeckte Arkadenanlage mit Backsteinmauerwerk, Kalksteinverkleidung und beiderseits von Steinpfeilern eingerahmtem Vorhof, monumental neuklassizistisch, von Fritz Mayer, Entwurf 1922, Ausführung 1928–1930 | D-5-64-000-104 Wikidata  | weitere Bilder |
| Dutzendteichstraße 24 (Standort)                                                          | Villa Spaeth (ursprünglich zur Maschinenfabrik Joh. Wilh. Spaeth-Dutzendteich gehörig)                           | Zweigeschossiger Sandsteinquaderbau mit Mansardwalmdach und Mittelrisalit, reicher Neubarock, von Conradin Walther, 1872, Umbau von Ludwig Ruff, 1930–37 | D-5-64-000-378 Wikidata  | weitere Bilder |
| Kapellenstraße 12 (Standort)                                                              | Evangelisch-lutherische Kapelle St. Peter und Paul (ehemalige Siechenkobelkapelle)                               | Sandsteinquaderbau mit polygonalem, gotischem Ostchor mit Netzgewölbe und Dachreiter und flachgedecktem Langhaus mit Satteldach, von Jobst Tetzel, 1470 vollendet; mit Ausstattung | D-5-64-000-941 Wikidata  | weitere Bilder |
| Kupferstraße 36 (Standort)                                                                | Ehemaliges Schulhaus                                                                                             | Zweigeschossiger Sandsteinquaderbau mit Satteldach, 1869; verbunden mit dazugehörigem und gleichartigem Bau, siehe Schloßstraße 25 | D-5-64-000-2323 Wikidata | weitere Bilder |
| Lorschstraße 9 (Standort)                                                                 | Katholische Pfarrkirche St. Kunigund                                                                             | Backsteinbau mit Satteldach und Chorturm, Hallenkirche mit Flachdecke und gewölbtem Chorraum, in neuromanischen Formen, von Michael Kurz, 1934/35; mit Ausstattung | D-5-64-000-1225 Wikidata | weitere Bilder |
| Luitpoldhain (Standort)                                                                   | Luitpoldhain | Weitläufige Parkanlage, mit Fundamentresten einer Rednertribüne und der sogenannten Luitpoldarena mit Granitbeflasterung gegenüber der Ehrenhalle, 1906 anlässlich der bayerischen Landesausstellung angelegt, 1933 Errichtung der Luitpoldarena und Rednertribüne, 1959/60 wieder zu Parkanlage umgestaltet Teil des ehemaligen Reichsparteitagsgeländes; siehe auch Dutzendteich | D-5-64-000-2367 Wikidata | weitere Bilder |
| Münchener Straße 19; Münchener Straße 21; Schultheißallee 2; Schultheißallee 4 (Standort) | Meistersingerhalle, Konzerthalle                                                                                 | Kubischer, die Horizontale betonender Baukörper mit Innenhöfen und vorgelagertem Eingangsbereich, Stahlbetonbau mit Flachdach und Travertin- und Quarzitwandverkleidung, von Harald Loebermann, 1960–63 | D-5-64-000-2517 Wikidata | weitere Bilder |
| Pfründnerstraße 24 (Standort)                                                             | Ehemaliges Pfründehaus der Joh. Wilhelm Spaeth Stiftung (später Heiliggeist-Stiftung)                            | Zweigeschossiger, giebelständiger Ziegelsteinbau mit Satteldach und Hausteingliederung, Neurenaissance, vom Bautechnischen Büro Ludwig Schmitz, bezeichnet „1883“ | D-5-64-000-2412 Wikidata | weitere Bilder |
| Pfründnerstraße 24 (Standort)                                                             | Holzlege | Erdgeschossiger Ziegelsteinbau mit Pultdach, gleichzeitig | D-5-64-000-2412 Wikidata | weitere Bilder |
| Regensburger Straße 70 (Standort)                                                         | Ehemaliges Autohaus Krauss GmbH, als VW-Kontor Süddeutschland errichtet, jetzt Citroën u. a.: Verwaltungsgebäude | Dreigeschossiger Stahlbetonbau mit vorkragendem Flachdach Gesamtanlage nach Planung von Friedrich Seegy, Robert L. Kappler und Eduard Kappler, vor 1953 | D-5-64-000-2397 Wikidata | weitere Bilder |
| Hainstraße 9, Regensburger Straße 72, 74 (Standort)                                       | Reparatur- und Werkhalle                                                                                         | Zweigeschossiger Stahlbetonbau auf segmentförmigem Grundriss mit Flachdach und mittigem, halbrunden Anbau mit ehemaligen Cafeteria und Kundendiensträumen | D-5-64-000-2397          | weitere Bilder |
| Nähe Regensburger Straße (Standort)                                                       | Ehemalige Pflegedienstanlage                                                                                     | Östlich an Verwaltungsbau anschließend, erdgeschossiger Stahlbetonbau mit Flachdach | D-5-64-000-2397          | weitere Bilder |
| Regensburger Straße 70                                                                    | Ehemalige Tankstelle                                                                                             | Südlich des Verwaltungsgebäudes zu Schauraum verändert | D-5-64-000-2397          | BW             |
| Schanzenstraße 18 (Standort)                                                              | Mietshaus in Ecklage                                                                                             | Fünfgeschossiger Satteldachbau mit Sandsteinerdgeschoss, Zwerchgiebel, Sandsteineckerker und Flacherker, Spätjugendstil, vom Johann Hertlein, bezeichnet „1909“ | D-5-64-000-2419 Wikidata | weitere Bilder |
| Scharrerstraße 32 (Standort)                                                              | Katholisches Pfarramt St. Kunigund                                                                               | Dreigeschossiger Putzbau mit Walmdach, Dachgauben und Klinkergliederung, um 1935 | D-5-64-000-1742 Wikidata | BW             |
| Scharrerstraße 32 (Standort)                                                              | Hausmadonna | Holzfigur, von Friedrich Gurschler, bezeichnet 1954, 1974 durch Kopie in Kunststein ersetzt | D-5-64-000-1742          | BW             |
| Scharrerstraße 33 (Standort)                                                              | Schulhaus | Dreigeschossiger, zweiflügeliger Mansardwalmdachbau mit Zwerchgiebeln, polygonalem Dachreiter mit Helm, Putzbau mit Ziegelsteingliederung und Spätjugendstildekor, von Georg Kuch, 1909/10 | D-5-64-000-1743 Wikidata | weitere Bilder |
| Scharrerstraße 33 (Standort)                                                              | Einfriedung | Gleichzeitig | D-5-64-000-1743 Wikidata | weitere Bilder |
| Schloßstraße 9 (Standort)                                                                 | Friedhof St. Peter                                                                                               | 1844 angelegt, mit Grabsteinen des 19. und 20. Jahrhunderts | D-5-64-000-1764 Wikidata | weitere Bilder |
| Schloßstraße 9; Schloßstraße 4 (Standort)                                                 | Einfriedung (Westteil)                                                                                           | Teile der Friedhofsmauer, Sandstein, gleichzeitig | D-5-64-000-1764 Wikidata | weitere Bilder |
| Schloßstraße 9; Schloßstraße 4 (Standort)                                                 | Leichenhaus | Erdgeschossiger Sandsteinquaderbau mit Walmdach und Mittelrisalit, 1866/69, nach 1945 umgebaut | D-5-64-000-1764 Wikidata | weitere Bilder |
| Schloßstraße 9; Schloßstraße 4 (Standort)                                                 | Friedhofserweiterung                                                                                             | Erweiterung des Friedhofes nach Osten, um 1880/90; mit Grabsteinen des späten 19. und 20. Jahrhunderts | D-5-64-000-1764          | weitere Bilder |
| Schloßstraße 9; Schloßstraße 4                                                            | Einfriedung (Ostteil)                                                                                            | Teile der Friedhofsmauer, Sandstein, um 1880/90 | D-5-64-000-1764          | BW             |
| Schloßstraße 25 (Standort)                                                                | Ehemaliges Schulhaus Gleißhammer                                                                                 | Zweigeschossiger Sandsteinquaderbau mit Satteldach, 1869; verbunden mit zugehörigem und gleichartigem Bau, siehe Kupferstraße 36 | D-5-64-000-2345 Wikidata | weitere Bilder |
| Schultheißallee 29 (Standort)                                                             | Ehemaliges Beamtenwohnhaus der Maschinenfabrik Joh. Wilh. Spaeth-Dutzendteich                                    | Erdgeschossiger, traufständiger Sandsteinquaderbau mit Satteldach und Kniestock, um 1875; Teil eines ehemaligen zweiteiligen Wohngebäudes | D-5-64-000-2463 Wikidata | weitere Bilder |
| Schultheißallee 30 (Standort)                                                             | Fabrikantenvilla des Johannes Falk (ursprünglich zur Maschinenfabrik Joh. Wilh. Spaeth-Dutzendteich gehörig)     | Zweigeschossiger Sandsteinquaderbau mit Walmdach, Eckzwerchhaus, Risaliten und Gusseisenbalkonen, Neurenaissance bzw. barockisierend, um 1869/70, 1880 erweitert, Umbau und Erweiterung bezeichnet „1911“, nach Planung von G. Gehringer; mit Ausstattung | D-5-64-000-1803 Wikidata | weitere Bilder |
| Nähe Schultheißallee (Standort)                                                           | Einfriedung | Im zugehörigen ehemaligen Garten Reste der Gewächshausanlage von 1903 und Teile der Ummauerung bzw. Umzäunung, gleichzeitig | D-5-64-000-1803 Wikidata | weitere Bilder |
| Schultheißallee 35 (Standort)                                                             | Gartenpavillon (im ehemaligen Garten der Villa Spaeth)                                                           | Erdgeschossiger Sandsteinquaderbau mit Loggia und Gusseisenteilen, Neurenaissance, von Eugen Napoleon Neureuter, 1860–63 | D-5-64-000-1864          | BW             |
| Stephanstraße 12 (Standort)                                                               | Mietshaus | Viergeschossiger Satteldachbau mit Sandsteinfassade, Rechteckerkern und Segmentzwerchgiebeln, Spätjugendstil, von Johann Hertlein, 1908 | D-5-64-000-2404 Wikidata | weitere Bilder |
| Stephanstraße 12 (Standort)                                                               | Rückgebäude | Werkstatt, drei- und zweigeschossiger Backsteinbau mit Pultdach, gleichzeitig | D-5-64-000-2404          | BW             |
| Stephanstraße 23 (Standort)                                                               | Mietshaus | Fünfgeschossiger Satteldachbau mit Sandsteinfassade, Zwerchgiebel und Rechteckerker, Jugendstil mit klassizistischen Schmuckelementen, von Johann Hertlein, bezeichnet „1908“ | D-5-64-000-2358 Wikidata | weitere Bilder |
| Theklastraße 3 (Standort)                                                                 | Ehemaliges Wohnstallhaus                                                                                         | Erdgeschossiger, traufständiger Satteldachbau mit Sandsteingiebel, bezeichnet „1777“, Dachgauben um 1900 | D-5-64-000-1942 Wikidata | weitere Bilder |
| Weddigenstraße 21 (Standort)                                                              | Neues Gymnasium                                                                                                  | Mehrteiliger Schulkomplex; Eingangshalle bzw. Aula, dreigeschossiger, zentral angelegter Backsteinbau mit Flachdach und dreigeschossigen, L-förmig angegliederten Klassentrakten in Backsteinbauweise mit Flachdach | D-5-64-000-2514 Wikidata | weitere Bilder |
| Weddigenstraße 21 (Standort)                                                              | Turnhallen | mit dem Hauptgebäude durch Laubengänge verbunden, Backsteinbauten mit Flachsatteldächern | D-5-64-000-2514 Wikidata | weitere Bilder |
| Weddigenstraße 21 (Standort)                                                              | Tonrelief | Am Haupteingang, von Herbert Bessel, bezeichnet „1960“ | D-5-64-000-2514          | weitere Bilder |

### Glockenhof
| Lage                                                      | Objekt                                                                               | Beschreibung | Akten-Nr.                | Bild           |
| --------------------------------------------------------- | ------------------------------------------------------------------------------------ | --- | ------------------------ | -------------- |
| Allersberger Straße 99 (Standort)                         | Ehemaliges Lager- und Verwaltungsgebäude der Mechanischen Wollwarenfabrik Lichtenhof | Viergeschossiger Mansardwalmdachbau mit Sandsteinerdgeschoss, Lisenengliederung, Fenstererkern, Portalen und dreigeschossigem Anbau mit Toreinfahrt, reduzierte Jugendstilformen, von Georg Heim, 1913. | D-5-64-000-2512 Wikidata | weitere Bilder |
| Augustenstraße 30 (Standort)                              | Berufsschule: Schulhaus                                                              | Neungeschossiger Stahlbetonskelettbau mit vorkragendem Flachdach und Wandmosaik in Eingangshalle, nach Planung der Architektengemeinschaft Heinz Buff, Hirschmann und Krieg, 1954–57; | D-5-64-000-2387 Wikidata | weitere Bilder |
| Augustenstraße 30 (Standort)                              | Berufsschule: Ehemals Koksbunker                                                     | Zweigeschossiger Stahlbetonskelettbau mit vorkragendem Obergeschoss und Flachdach, nordöstlich an Hochhaus angebaut, gleichzeitig; | D-5-64-000-2387 Wikidata | weitere Bilder |
| Augustenstraße 22 (Standort)                              | Berufsschule: Hausmeisterwohnhaus                                                    | Zweigeschossiger Stahlbetonskelettbau mit Sichtziegelwänden, Flachdach und eingezogenem Eckbalkon, gleichzeitig; | D-5-64-000-2387 Wikidata | weitere Bilder |
| Augustenstraße 18, 20 (Standort)                          | Berufsschule: Werkstättentrakt                                                       | Langgestreckter, zweigeschossiger Stahlbetonskelettbau mit Sichtziegelwänden, kastenförmigen Fensterfeldern und Flachdach, gleichzeitig | D-5-64-000-2387 Wikidata | weitere Bilder |
| Grenzstraße 15 (Standort)                                 | Berufsschule: Werkhallenbau                                                          | Mehrteiliger, erdgeschossiger Stahlbetonskelettbau mit Sichtziegelwänden und Sheddach, gleichzeitig | D-5-64-000-2387 Wikidata | weitere Bilder |
| Augustenstraße 30 (Standort)                              | Berufsschule: Skulptur des Hammermeisters                                            | Bronze, von Constantin Meunier, 1909, vom Luitpoldhain an den Eingang des Hochhauses versetzt 1957 | D-5-64-000-2387 Wikidata | weitere Bilder |
| Augustenstraße 22, vor dem Hausmeisterwohnhaus (Standort) | Berufsschule: Raumplastik                                                            | Dreiteiliger Betonrahmen mit Eisenfiguren, von Walter Ibscher, 1962 | D-5-64-000-2387 Wikidata | weitere Bilder |
| Baaderstraße 15 (Standort)                                | Mietshaus                                                                            | Viergeschossiger, traufständiger Satteldachbau mit Sandsteinerdgeschoss, Zwerchhaus, breit gelagertem Erker mit Balkonen und polychrom gefasstem Jugendstildekor, von Mathias Fahrnholz, bez. 1907. | D-5-64-000-130 Wikidata  | weitere Bilder |
| Baaderstraße 19 (Standort)                                | Mietshaus                                                                            | Viergeschossiger Mansarddachbau mit Zwerchgiebel, Sandsteinerdgeschoss und Sandsteinerker, Spätjugendstil, um 1907. | D-5-64-000-131 Wikidata  | weitere Bilder |
| Glockenhofstraße 28 (Standort)                            | Mietshaus                                                                            | Viergeschossiger Backsteinbau mit Walmdach, Sandsteinstraßenfassade und Erker, im Neu-Nürnberger-Stil, von Conrad Schultheiß, bezeichnet „1894“ Zugehörig Einfriedung, Ziegelmauer und Sandsteinpfeiler, gleichzeitig. | D-5-64-000-633 Wikidata  | weitere Bilder |
| Glockenhofstraße 29 (Standort)                            | Mietshaus                                                                            | Viergeschossiger Mansarddachbau mit Sandsteinstraßenfassade, Zwerchgiebel, Dacherkern und Rechteckerker, im Neu-Nürnberger-Stil mit Neurenaissance-Formen, von Georg Wagner, bezeichnet „1897“; bauliche Einheit mit Glockenhofstraße 29a                                                                                                | D-5-64-000-634 Wikidata  | weitere Bilder |
| Glockenhofstraße 29 a (Standort)                          | Mietshaus                                                                            | Viergeschossiger Mansarddachbau mit Sandsteinstraßenfassade, Zwerchgiebel, Dacherkern und Rechteckerker, im Neu-Nürnberger-Stil mit Neurenaissance-Formen, von Georg Wagner, um 1897; bauliche Einheit mit Glockenhofstraße 29. | D-5-64-000-635 Wikidata  | weitere Bilder |
| Glockenhofstraße 47 (Standort)                            | Ehemaliger Herrensitz Glockenhof, sogenanntes Grundherrnschloss                      | Dreigeschossiger Sandsteinquaderbau mit Walmdach, Dreiecksgiebeln und Fledermausgauben, Spätbarock, um 1760, nach 1945 wiederaufgebaut | D-5-64-000-636 Wikidata  | weitere Bilder |
| Glockenhofstraße 47 (Standort)                            | Ehemaliger Herrensitz Glockenhof: Einfriedung                                        | Reste der zugehörigen Grundstücksummauerung, Sandstein, gleichzeitig | D-5-64-000-636 Wikidata  | weitere Bilder |
| Guttenbergplatz 9 (Standort)                              | Ehemaliger Blumenpavillon                                                            | Freistehender, erdgeschossiger Betonbau über eiförmigem Grundriss mit vorderseitig weit vorschwingendem Flachdach und großflächiger Schaufensteranlage, von Heinz Buff, 1958/59 | D-5-64-000-2315 Wikidata | weitere Bilder |
| Hainstraße 16 (Standort)                                  | Mietshaus in Ecklage                                                                 | Fünfgeschossiger Satteldachbau mit Sandsteinerdgeschoss, Erker und Sandsteineckerker mit Helm, Spätjugendstil, von Michael Renker, 1905; bauliche Einheit mit Hallerhüttenstraße 1 | D-5-64-000-693 Wikidata  | weitere Bilder |
| Hainstraße 18 (Standort)                                  | Mietshaus                                                                            | Fünfgeschossiger, traufständiger Satteldachbau mit Sandsteinerdgeschoss, Zwerchgiebel und Erker, Jugendstil, 1907 | D-5-64-000-694 Wikidata  | weitere Bilder |
| Hainstraße 20 (Standort)                                  | Mietshaus                                                                            | Fünfgeschossiger, traufständiger Satteldachbau mit Sandsteinerdgeschoss und Erker, Jugendstil, bezeichnet „1907“ | D-5-64-000-695 Wikidata  | weitere Bilder |
| Hainstraße 22 (Standort)                                  | Mietshaus                                                                            | Fünfgeschossiger, traufständiger Satteldachbau mit Sandsteinerdgeschoss, Zwerchgiebel und Erkern, Jugendstil, 1908/09 | D-5-64-000-696 Wikidata  | weitere Bilder |
| Hainstraße 24 (Standort)                                  | Mietshaus                                                                            | Fünfgeschossiger, traufständiger Satteldachbau mit Sandsteinerdgeschoss, Zwerchgiebel und Erker, Jugendstil, 1907 | D-5-64-000-697           | weitere Bilder |
| Hallerhüttenstraße 1 (Standort)                           | Mietshaus                                                                            | Viergeschossiger, massiver Eckbau mit asymmetrischem Satteldach und Zwerchhaus mit Schweifgiebel sowie bossiertem Sandsteinerdgeschoss und verputzten Obergeschossen, Fassaden mit dreiseitigem Flacherker, polygonalem Eckerker mit Helm und Gesimsgliederung, Spätjugendstil, Michael Renker, 1905; bauliche Einheit mit Hainstraße 16 | D-5-64-000-2838          | weitere Bilder |
| Hallerhüttenstraße 5 (Standort)                           | Mietshaus                                                                            | Viergeschossiger Mansarddachbau mit Sandsteinerdgeschoss, Sandsteinmittelerker und Schweifgiebel am Zwerchhaus, Jugendstil, bezeichnet „1907“. | D-5-64-000-698 Wikidata  | weitere Bilder |
| Hallerhüttenstraße 6 (Standort)                           | Mietshaus                                                                            | Viergeschossiger, traufständiger Putzbau mit Satteldach, Zwerchhaus und Lisenengliederung, reicher Jugendstildekor, bezeichnet „1906“ | D-5-64-000-699 Wikidata  | weitere Bilder |
| Hallerhüttenstraße 9 (Standort)                           | Mietshaus in Ecklage                                                                 | Viergeschossiger Satteldachbau mit Sandsteinerdgeschoss, Zwerchgiebeln und Sandsteinerker, Jugendstil, von Mathias Fahrnholz, bezeichnet 1906; Ritterfigur, Kalkstein, um 1908 | D-5-64-000-700 Wikidata  | weitere Bilder |
| Hallerhüttenstraße 11 (Standort)                          | Mietshaus in Ecklage                                                                 | Viergeschossiger Satteldachbau mit Sandsteinerdgeschoss, Sandsteingliederung, Zwerchhäusern, Erkern, und Sandsteineckturm mit Spitzhelm, in Jugendstil abgewandelte Neurenaissance, bezeichnet „1907“ | D-5-64-000-701 Wikidata  | weitere Bilder |
| Hallerhüttenstraße 13 (Standort)                          | Mietshaus                                                                            | Viergeschossiger, traufständiger Mansarddachbau mit Sandsteinstraßenfassade, Zwerchgiebel und Erker, klassizisierender Jugendstil, um 1907/08 | D-5-64-000-702 Wikidata  | weitere Bilder |
| Holzgartenstraße 1 (Standort)                             | Mietshaus in Ecklage                                                                 | Fünfgeschossiger Satteldachbau mit Sandsteinstraßenfassade, Zwerchgiebeln, Flacherkern und Eckerkern, Spätjugendstilformen, bezeichnet „1908“ | D-5-64-000-822 Wikidata  | weitere Bilder |
| Holzgartenstraße 14 (Standort)                            | Holzgartenschule (ehemaliger Knabentrakt)                                            | Ostflügel, dreigeschossiger, traufständiger Satteldachbau mit Sandsteinsockel und reichem Sandsteinportal mit Relief, von Heinrich Wallraff, bezeichnet „1901“ | D-5-64-000-823 Wikidata  | weitere Bilder |
| Kirchenstraße 23 (Standort)                               | Mietshaus                                                                            | Viergeschossiger Putzbau mit Mansarddach, Zwerchhaus mit Walmdach und Mittelerker, reich historisierend mit Jugendstilelementen, von Karl Wolkersdorfer, bezeichnet „1912“ | D-5-64-000-2321 Wikidata | weitere Bilder |
| Nibelungenstraße 25 (Standort)                            | Mietshaus                                                                            | Viergeschossiger Putzbau mit Mansarddach, Zwerchgiebel und Mittelrisalit, barockisierender Heimatstil, nach Plan von Max Mayer (Architekturbüro Zürn & Mayer) von Gebrüder Tauber errichtet, bez. 1912 | D-5-64-000-1402 Wikidata | weitere Bilder |
| Nibelungenstraße 25 (Standort)                            | Vorgarten-Einfriedung                                                                | zugehörig mit Torbogen, gleichzeitig; bauliche Einheit mit Nibelungenstraße 27. | D-5-64-000-1402 Wikidata | weitere Bilder |
| Nibelungenstraße 26 (Standort)                            | Mietshaus                                                                            | Fünfgeschossiger, traufständiger Satteldachbau mit Zwerchgiebel, zwischen zwei Bodenerkern eingespannten Balkonen und Putzornamentik im späten Jugendstil, um 1908 | D-5-64-000-1401 Wikidata | weitere Bilder |
| Nibelungenstraße 26 (Standort)                            | Vorgarten-Einfriedung                                                                | zugehörig, Eisengitterzaun, gleichzeitig. | D-5-64-000-1401 Wikidata | weitere Bilder |
| Nibelungenstraße 27 (Standort)                            | Mietshaus                                                                            | Viergeschossiger Putzbau mit Mansarddach, Zwerchgiebel und Mittelrisalit, barockisierender Heimatstil, nach Plan von Max Mayer (Architekturbüro Zürn & Mayer) von Gebrüder Tauber errichtet, bez. 1912; | D-5-64-000-2807 Wikidata | weitere Bilder |
| Nibelungenstraße 27 (Standort)                            | Vorgarten-Einfriedung                                                                | zugehörig, mit Torbogen, gleichzeitig; bauliche Einheit mit Nibelungenstraße 25 | D-5-64-000-2807 Wikidata | weitere Bilder |
| Nibelungenstraße 28 (Standort)                            | Mietshaus in Ecklage                                                                 | Fünfgeschossiger Putzbau mit Walmdach, Zwerchgiebeln, Flacherkern und Eckerker mit Helm, Spätjugendstilformen, um 1908 | D-5-64-000-1403 Wikidata | weitere Bilder |
| Rankestraße 20 (Standort)                                 | Mietshaus                                                                            | Fünfgeschossiger, traufständiger Satteldachbau mit Sandsteinerdgeschoss und Mittelrisalit mit Kolossalpilastern, reduzierte Jugendstilformen, bezeichnet „1912“ | D-5-64-000-1587 Wikidata | weitere Bilder |
| Rankestraße 20 (Standort)                                 | Vorgarten-Einfriedung                                                                | Zugehörig, Sandsteinmauer- und Pfeiler, gleichzeitig | D-5-64-000-1587 Wikidata | weitere Bilder |
| Regensburger Straße 24 (Standort)                         | Mietshaus in Ecklage                                                                 | Viergeschossiger Backsteinbau mit Mansarddach, Zwerchgiebel, Fachwerkmansarde, Bodenerker und polygonalem Eckerker, im Neu-Nürnberger-Stil mit gotisierendem Hausteindekor, um 1897; bauliche Einheit mit Untere Baustraße 2/2a | D-5-64-000-1604 Wikidata | weitere Bilder |
| Regensburger Straße 24 (Standort)                         | Vorgarten-Einfriedung                                                                | Zugehörig, Pfeilgitterzaun und Sandsteinpfeiler, gleichzeitig | D-5-64-000-1604 Wikidata | weitere Bilder |
| Regensburger Straße 28 (Standort)                         | Mietshaus                                                                            | Fünfgeschossiger Satteldachbau mit Sandsteinstraßenfassade, Standerker und Tordurchfahrt, Jugendstil, 1905 | D-5-64-000-1605 Wikidata | weitere Bilder |
| Regensburger Straße 28 (Standort)                         | Rückgebäude                                                                          | Mietshaus und Werkstattgebäude, dreigeschossiger Backsteinbau mit Pultdach, gleichzeitig | D-5-64-000-1605          | BW             |
| Regensburger Straße 30 (Standort)                         | Evangelisch-lutherisches Pfarramt St. Peter                                          | Zweigeschossiger, traufständiger Sandsteinquaderbau mit Satteldach und Mittelrisalit, Mitte 19. Jahrhundert | D-5-64-000-1606 Wikidata | weitere Bilder |
| Regensburger Straße 33 (Standort)                         | Mietshaus                                                                            | Fünfgeschossiger, traufständiger Satteldachbau mit Sandsteinstraßenfassade und risalitartigem Vorsprung, vom Jugendstil beeinflusster Neurenaissancedekor, bezeichnet „1904“ | D-5-64-000-1607 Wikidata | weitere Bilder |
| Regensburger Straße 35 (Standort)                         | Mietshaus                                                                            | Fünfgeschossiger, traufständiger Satteldachbau mit Sandsteinfassade und Erker, Neugotik, 1904 | D-5-64-000-1608 Wikidata | weitere Bilder |
| Regensburger Straße 37 (Standort)                         | Mietshaus                                                                            | Fünfgeschossiger Satteldachbau mit Sandsteinfassade, Ziergiebel und Erker, reicher Jugendstildekor, bezeichnet „1904“ | D-5-64-000-1609 Wikidata | weitere Bilder |
| Regensburger Straße 48 (Standort)                         | Villa                                                                                | Zweigeschossiger Putzbau mit Walmdach, Mittelrisalit und gusseisernen Wintergarten, Sandsteingliederung in Neurenaissanceformen, um 1880/90 | D-5-64-000-1610 Wikidata | weitere Bilder |
| Regensburger Straße 62 (Standort)                         | Evangelisch-lutherische Pfarrkirche St. Peter                                        | Sandsteinquaderbau, Hallenkirche mit polygonalem Westchor mit Netzgewölbe, Querhaus, gewölbtem Langhaus mit Empore und Glockenturm mit polygonalem Spitzhelm, Neugotik, von Joseph Schmitz, bezeichnet „1897–1901“, 1946–50 wiederaufgebaut; mit Ausstattung                                                                             | D-5-64-000-1611 Wikidata | weitere Bilder |
| Untere Baustraße 2 (Standort)                             | Mietshaus                                                                            | Dreigeschossiger Backsteinbau mit Mansarddach, Sandsteinerdgeschoss, Zwerchhaus, Fachwerkmansarde und Chörlein, im Neu-Nürnberger Stil, bezeichnet „1897“; bauliche Einheit mit Regensburger Straße 24 und Untere Baustraße 2a | D-5-64-000-1975          | weitere Bilder |
| Untere Baustraße 2 a (Standort)                           | Mietshaus                                                                            | Dreigeschossiger Backsteinbau mit Mansarddach, Sandsteinerdgeschoss, Zwerchhaus, Fachwerkmansarde und Sandsteinchörlein, im Neu-Nürnberger-Stil, bezeichnet „1897“; bauliche Einheit mit Regensburger Straße 24 und Untere Baustraße 2                                                                                                   | D-5-64-000-2805          | weitere Bilder |
| Untere Baustraße 20 (Standort)                            | Villa                                                                                | Zweigeschossiger Sandsteinbau mit Mansardwalmdach, Zwerchhaus, Dachgauben, Bodenerker und Freitreppe, in neubarocken Formen, um 1900 | D-5-64-000-1976 Wikidata | weitere Bilder |
| Untere Baustraße 20 (Standort)                            | Einfriedung                                                                          | Pfeilgitterzaun, gleichzeitig | D-5-64-000-1976 Wikidata | weitere Bilder |
| Wodanstraße 5 (Standort)                                  | Mietshaus                                                                            | Viergeschossiger, traufständiger Mansarddachbau mit Sandsteinstraßenfassade, Zwerchhäusern mit Volutengiebeln und Erkern, Neurenaissance, Anfang 20. Jahrhundert | D-5-64-000-2175 Wikidata | weitere Bilder |
| Wodanstraße 7 (Standort)                                  | Mietshaus                                                                            | Fünfgeschossiger, traufständiger Satteldachbau mit Sandsteinstraßenfassade, Zwerchgiebeln mit Voluten und zwei dreigeschossigen Fassadenerkern, historistisch mit Jugendstilornamenten, bez. 1907. | D-5-64-000-2177 Wikidata | weitere Bilder |
| Wodanstraße 9 (Standort)                                  | Mietshaus                                                                            | Fünfgeschossiger, traufständiger Satteldachbau mit Sandsteinstraßenfassade, Zwerchgiebel und zwei Erkern, Jugendstil, um 1907 | D-5-64-000-2179 Wikidata | weitere Bilder |
| Wodanstraße 11 (Standort)                                 | Mietshaus                                                                            | Viergeschossiger, traufständiger Mansarddachbau mit Sandsteinstraßenfassade, Zwerchhaus mit Schweifgiebel, Fachwerk-Mansarde und Erker, Jugendstil, um 1907/08 | D-5-64-000-2181 Wikidata | weitere Bilder |
| Wodanstraße 37 (Standort)                                 | Mietshaus                                                                            | Viergeschossiger, traufständiger Satteldachbau mit Sandsteinerdgeschoss, Zwerchgiebel und Sandsteinerker, Jugendstil, 1907/08 | D-5-64-000-2183 Wikidata | weitere Bilder |
| Wodanstraße 39 (Standort)                                 | Mietshaus                                                                            | Viergeschossiger, traufständiger Satteldachbau mit Sandsteinerdgeschoss, Zwerchgiebel und Sandsteinerker, Jugendstil, 1907/08 | D-5-64-000-2184 Wikidata | weitere Bilder |
| Wodanstraße 41 (Standort)                                 | Mietshaus in Ecklage                                                                 | Viergeschossiger Satteldachbau mit Sandsteinerdgeschoss, Sandsteinzwerchgiebel, Dachgauben und Sandsteinflacherker, Jugendstil, 1907/08 | D-5-64-000-2185 Wikidata | weitere Bilder |
| Wodanstraße 49 (Standort)                                 | Mietshaus                                                                            | Fünfgeschossiger, traufständiger Satteldachbau mit Sandsteinstraßenfassade und Erker, Jugendstil, um 1907/08 | D-5-64-000-2186 Wikidata | weitere Bilder |
| Wodanstraße 65 (Standort)                                 | Mietshaus                                                                            | Fünfgeschossiger, traufständiger Putzbau mit Satteldach, Sandsteinerdgeschoss, Zwerchgiebel und zwei Sandsteinerkern, Jugendstil, um 1907/08 | D-5-64-000-2187 Wikidata | weitere Bilder |
| Wodanstraße 77 (Standort)                                 | Mietshaus                                                                            | Fünfgeschossiger, traufständiger Satteldachbau mit Sandsteinerdgeschoss, Zwerchgiebeln, Balkon und Erker, Jugendstil, um 1907/08 | D-5-64-000-2189 Wikidata | weitere Bilder |

### Guntherstraße
| Lage                                      | Objekt                              | Beschreibung | Akten-Nr.                | Bild           |
| ----------------------------------------- | ----------------------------------- | --- | ------------------------ | -------------- |
| Allersberger Straße 167 (Standort)        | Mietshaus                           | Dreigeschossiger Mansardwalmdachbau mit Hausteingliederung, Voluten-Dacherker und Sandstein-Chörlein Neubarock, bez. 1900. | D-5-64-000-67 Wikidata   | weitere Bilder |
| Allersberger Straße 175 (Standort)        | Dreifamilienhaus                    | Zweigeschossiger, massiver Eisenbetonbau mit Fachwerkwänden, geschweiftem Bohlenbinderdach und erdgeschossigem, verputztem Anbau mit Flachdach, reduzierter Historismus, von Rudolf Metzger, 1909, Umbau von Johann Hertlein, 1921, Anbau von Karl Schick, 1925; | D-5-64-000-2399 Wikidata | weitere Bilder |
| Allersberger Straße 175 (Standort)        | Einfriedung                         | Betonpfeiler und -mauer, von Johann Hertlein, 1919 | D-5-64-000-2399          | BW             |
| Allersberger Straße 177 (Standort)        | Wohnhaus, sogenanntes Inntaler Haus | Musterhaus der Bayerischen Jubiläums-Landesausstellung 1906 in Nürnberg, zweigeschossiger, giebelständiger Flachsatteldachbau, Eisenbetonkonstruktion mit Blockbauobergeschoss, umlaufendem Balkon, Giebelschrot und polygionalen Eckerkern, nach Plänen von Otto Heinrich Riemerschmid errichtet durch Otto von Steinbeis, Rosenheim, 1906, Translozierung an den jetzigen Standort durch K. Schultheiß, 1907. | D-5-64-000-2400 Wikidata | weitere Bilder |
| Hertastraße 6 (Standort)                  | Villa Guckenheimer                  | Zweigeschossiger Walmdachbau mit Portalvorhalle, mit expressionistischen Anklängen, von Matthias Billmann, 1923. | D-5-64-000-2844 Wikidata | weitere Bilder |
| Hertastraße 19 (Standort)                 | Villa                               | Zweigeschossiges Doppelwohnhaus, Walmdachbau auf hohem Sockelgeschoss mit Mittelrisalit, flankierenden Portalen und Dachgauben, mit expressionistischem Dekor, von Matthias Billmann, 1922. | D-5-64-000-2845 Wikidata | weitere Bilder |
| Parsifalstraße 2 (Standort)               | Mietshaus in Ecklage                | Viergeschossiger Putzbau mit Mansarddach, Kalksteinsockel, Zwerchgiebeln, Erkern, Balkon und skulpturalem Schmuck, Spätjugendstil, nach Planung von Karl Peringer und Hans Rogler, bez. H(ans) Bayerlein, bez. 1912; bauliche Einheit mit Wodanstraße 78. | D-5-64-000-1500 Wikidata | weitere Bilder |
| Parsifalstraße 8 (Standort)               | Mietshaus                           | Fünfgeschossiger, traufständiger Satteldachbau mit Sandsteinerdgeschoss, Zwerchhaus mit Walmdach, Balkonen und breitem Mittelerker, barockisierender Jugendstil, um 1910 | D-5-64-000-1501 Wikidata | weitere Bilder |
| Parsifalstraße 8 (Standort)               | Vorgarten-Einfriedung               | Sandsteinpfeiler und Eisenzaun, gleichzeitig | D-5-64-000-1501 Wikidata | weitere Bilder |
| Rankestraße 69, Sigenastraße 3 (Standort) | Schlossartiges Doppelhaus           | Zweigeschossiger Mansardwalmdachbau auf hohem Sockelgeschoss mit kurzen Flügelbauten, Risaliten und halbrunden Treppentürmen, im Stil der dekorativen Moderne mit barockisierenden Anklängen, von Hans Lehr und Karl Leubert, bez. 1922/23 | D-5-64-000-1588 Wikidata | weitere Bilder |
| Rankestraße 69, Sigenastraße 3 (Standort) | Einfassungsmauer des Gartens        | Kalkstein, gleichzeitig; | D-5-64-000-1588          | weitere Bilder |
| Rankestraße 69, Sigenastraße 3 (Standort) | Drei Gartenfiguren                  | Kalkstein, von Edmund Meusel, um 1922/23 für den Garten erworben | D-5-64-000-1588 Wikidata | weitere Bilder |
| Tristanstraße 5 (Standort)                | Villa                               | Zweigeschossiger Sandsteinquaderbau mit Satteldach, Dacherkern mit Spitzhelmen und Eckturm mit Helm und Laterne, im Neu-Nürnberger-Stil, von Wilhelm Mayer, 1885. | D-5-64-000-1954 Wikidata | weitere Bilder |
| Wodanstraße 2 (Standort)                  | Mietshaus in Ecklage                | Fünfgeschossiger Satteldachbau mit Sandsteinerdgeschoss, Ziergiebel und Sandsteinerkern, Jugendstil, um 1905/07. | D-5-64-000-2173 Wikidata | weitere Bilder |
| Wodanstraße 4 a (Standort)                | Mietshaus                           | Viergeschossiger, traufständiger Mansarddachbau mit Sandsteinstraßenfassade, Zwerchgiebel und Erker, Jugendstil, um 1905/07. | D-5-64-000-2174 Wikidata | weitere Bilder |
| Wodanstraße 6 (Standort)                  | Mietshaus                           | Viergeschossiger, traufständiger Mansarddachbau mit Sandsteinstraßenfassade, Zwerchgiebel und Erker, Neurenaissance, bez. 1906. | D-5-64-000-2176 Wikidata | weitere Bilder |
| Wodanstraße 8 (Standort)                  | Mietshaus                           | Viergeschossiger, traufständiger Mansarddachbau mit Dachgauben, Schweifgiebel und Sandsteinstraßenfassade mit Erker, historistisch, um 1907. | D-5-64-000-2178 Wikidata | weitere Bilder |
| Wodanstraße 10 (Standort)                 | Mietshaus in Ecklage mit Gaststätte | Viergeschossiger Satteldachbau mit Sandsteinerdgeschoss, Zwerchhäusern, Treppengiebeln, Sandsteinerkern und Eckerker mit Balkonen, reduzierte Jugendstilformen, bez. 1905. | D-5-64-000-2180 Wikidata | weitere Bilder |
| Wodanstraße 26 (Standort)                 | Mietshaus                           | Fünfgeschossiger, traufständiger Satteldachbau mit Sandsteinerdgeschoss, Zwerchgiebel und breit gelagertem Sandsteinerker, Jugendstil, um 1907. | D-5-64-000-2182 Wikidata | weitere Bilder |
| Wodanstraße 28 (Standort)                 | Mietshaus                           | Fünfgeschossiger, traufständiger Satteldachbau mit Sandsteinstraßenfassade, Zwerchgiebeln und Erkern, Jugendstil, um 1907. | D-5-64-000-2808 Wikidata | weitere Bilder |
| Wodanstraße 76 (Standort)                 | Mietshaus                           | Viergeschossiger, traufständiger Satteldachbau mit Sandsteinsockel, Zwerchhaus und Balkon-Erker-Gliederung, Spätjugendstil, um 1910. | D-5-64-000-2188 Wikidata | weitere Bilder |
| Wodanstraße 78 (Standort)                 | Mietshaus                           | Viergeschossiger, traufständiger Satteldachbau mit Kalksteinsockel, Dachgauben und Erker, Spätjugendstil, nach Planung von Karl Peringer und Hans Rogler, bez. H(ans) Bayerlein, bez. 1912; bauliche Einheit mit Parsifalstraße 2. | D-5-64-000-2190 Wikidata | weitere Bilder |

### Galgenhof
| Lage                                                                            | Objekt | Beschreibung | Akten-Nr.                | Bild           |
| ------------------------------------------------------------------------------- | --- | --- | ------------------------ | -------------- |
| Allersberger Straße 114 (Standort)                                              | Evangelisch-lutherische Gustav-Adolf-Gedächtniskirche                                                                     | Backsteinbau in Anlehnung an romanische Basiliken des 12. Jahrhunderts mit zwei Chorflankentürmen an Westchor und vier vorgestellte Natursteinsäulen an Eingangsfassade im Osten, Saalkirche mit Orgelempore hinter dem Altarraum, von German Bestelmeyer, 1927/30, 1948/49 wiederhergestellt, 1988/90 Einbau eines Gemeindezentrums in Westteil des Kirchenschiffes durch Udo Gräfe und Theo Steinhauser; mit Ausstattung Reiterdenkmal des Königs Gustav Adolf von Schweden an Südostturm, Sandstein, von Konrad Roth, 1930 | D-5-64-000-65 Wikidata   | weitere Bilder |
| Aufseßplatz (Standort)                                                          | Nymphenbrunnen | Rundes Granitbassin auf hohem Treppenpodest, darin mittig Felsmassiv und dreiseitiger Granitsockel mit kleineren Bronzeplastiken und Bronzefigur der Nymphe, Jugendstil mit neubarocken Formen, von Fritz Zadow, Guss von Christoph Lenz, 1895 | D-5-64-000-120 Wikidata  | weitere Bilder |
| Aufseßplatz (Standort)                                                          | Uhr- und Wetterhäuschen                                                                                                   | Kalksteinpfeilerbau mit Spitzhelm, neugotischer Dekor, um 1900/05 | D-5-64-000-121 Wikidata  | weitere Bilder |
| Aufseßplatz 5 (Standort)                                                        | Mietshaus | viergeschossiger, traufständiger Satteldachbau mit Sandsteinstraßenfassade, Zwerchhaus mit Volutenziergiebel, Dacherkern mit Walmdach und breit gelagertem, zweigeschossigem Sandsteinerker mit Balkonbrüstung, Neu-Nürnberger-Stil, 1897 | D-5-64-000-122 Wikidata  | weitere Bilder |
| Bogenstraße 39 (Standort)                                                       | Mietshaus | Viergeschossiger Mansarddachbau mit Sandsteinstraßenfassade, Sandstein, in neugotischen Formen, um 1904 | D-5-64-000-241 Wikidata  | weitere Bilder |
| Bogenstraße 39 (Standort)                                                       | Vorgarten-Einfriedung | Zugehörig, Eisengitterzaun, gleichzeitig | D-5-64-000-241 Wikidata  | weitere Bilder |
| Bogenstraße 41 (Standort)                                                       | Mietshaus | Viergeschossiger Mansarddachbau mit Pultdachgauben und Sandsteinstraßenfassade, dreigeschossiger Fassadenerker mit polygonalem Aufsatz mit Spitzhelm, Neu-Nürnberger Stil, um 1904 | D-5-64-000-2792 Wikidata | weitere Bilder |
| Bönerstraße 5 (Standort)                                                        | Mietshaus | Fünfgeschossiger Mansarddachbau mit Putzfassade, bossiertem Sandsteinerdgeschoss und dreigeschossigem, zweiachsigem Sandsteinerker, mit Jugendstildekor, 1907, Zwerchhaus erneuert | D-5-64-000-233 Wikidata  | weitere Bilder |
| Bönerstraße 8 (Standort)                                                        | Mietshaus | Viergeschossiger, hakenförmiger Satteldachbau mit Sandsteinstraßenfassade, Zwerchhaus mit Schweifgiebel und dreigeschossigem, dreiseitigem Sandsteinerker, Jugendstil, bezeichnet „1907“ | D-5-64-000-235 Wikidata  | weitere Bilder |
| Bönerstraße 9 (Standort)                                                        | Mietshaus | Viergeschossiger Mansarddachbau mit Schopf, Sandsteinzwerchgiebel und Dachgauben, Backsteinbau mit Sandsteinstraßenfassade, reicher Jugendstildekor mit reliefiertem Baum, um 1905/08 | D-5-64-000-236 Wikidata  | weitere Bilder |
| Bönerstraße 10 (Standort)                                                       | Mietshaus | Viergeschossiger, hakenförmiger Mansarddachbau mit Schopf, Dacherkern und Sandsteinzwerchgiebel, geschlämmter Backsteinbau mit Sandsteinstraßenfassade und dreigeschossigem Flacherker, Jugendstil, bezeichnet „1908“ | D-5-64-000-237 Wikidata  | weitere Bilder |
| Bönerstraße 10 (Standort)                                                       | Einfriedung | Geschlämmte Ziegelmauer und Eisengittertor, gleichzeitig | D-5-64-000-237 Wikidata  | BW             |
| Bönerstraße 11 (Standort)                                                       | Mietshaus | Viergeschossiger Mansarddachbau mit Schopf und Dachgauben, Backsteinbau mit Sandsteinstraßenfassade und viergeschossigem, zweiachsigem Sandsteinerker mit Zwerchgiebel, Jugendstil, um 1905/08 | D-5-64-000-238 Wikidata  | weitere Bilder |
| Bönerstraße 11 (Standort)                                                       | Einfriedung | Verputzte Ziegelmauer und Eisengittertor, gleichzeitig | D-5-64-000-238 Wikidata  | BW             |
| Bönerstraße 13 (Standort)                                                       | Mietshaus | Viergeschossiger Mansarddachbau mit Sandsteinstraßenfassade, Dacherker und Sandsteinzwerchhaus mit Maske, geometrischer Jugendstil, um 1905/08 | D-5-64-000-239 Wikidata  | weitere Bilder |
| Bönerstraße 15; Humboldtstraße 67 (Standort)                                    | Relieftafel Alexander von Humboldts an Hausfassade                                                                        | Stuck, Jugendstil, um 1910 | D-5-64-000-240 Wikidata  | weitere Bilder |
| Bulmannstraße 32 (Standort)                                                     | Mietshaus | Viergeschossiger Walmdachbau mit flachem Sandsteinmittelrisalit mit Rundgiebel, Dachgauben und Eckzwerchhaus mit Pyramidendach, Putzbau mit Sandsteinerdgeschoss und Sandsteineckgliederung, Jugendstil, bezeichnet „1907“ | D-5-64-000-303 Wikidata  | weitere Bilder |
| Bulmannstraße 34 (Standort)                                                     | Rückgebäude | Mietshaus und Werkstatt, viergeschossiger Putzbau mit Pultdach und zweigeschossiger Putzbau mit Mansarddach und Zwerchhaus, gleichzeitig | D-5-64-000-303 Wikidata  | weitere Bilder |
| Nähe Bulmannstraße (Standort)                                                   | Einfriedung | Kalksteinpfeiler und Eisengitterzaun an Vorgarten und verputzte Ziegelmauer an Grundstücksgrenze, gleichzeitig | D-5-64-000-303 Wikidata  | weitere Bilder |
| Dovestraße 3 (Standort)                                                         | Mietshaus | Viergeschossiger, traufständiger Satteldachbau mit Sandsteinstraßenfassade, Spätjugendstil, um 1905/10 | D-5-64-000-376 Wikidata  | weitere Bilder |
| Endterstraße 7 (Standort)                                                       | Mietshaus in Ecklage | Viergeschossiger Satteldachbau mit Sandsteinstraßenfassade, Dachgauben, Zwerchgiebeln, dreigeschossigem, breit gelagertem Sandsteinerker, dreigeschossigem, dreiseitigem Sandsteinerker und viergeschossigem Erkerturm mit Spitzhelm, reicher Neu-Nürnberger-Stil mit neugotischen und Neurenaissance-Formen, bezeichnet „1904“ | D-5-64-000-425 Wikidata  | weitere Bilder |
| Endterstraße 7 (Standort)                                                       | Vorgarten-Einfriedung | Zugehörig, Eisengitterzaun, gleichzeitig | D-5-64-000-425 Wikidata  | weitere Bilder |
| Endterstraße 14 (Standort)                                                      | Mietshaus | Viergeschossiger Mansarddachbau mit Sandsteinstraßenfassade, zwei Zwerchhäusern mit Ziergiebeln und zwei dreigeschossigen, zweiachsigen Sandsteinerkern, Neu-Nürnberger-Stil mit Neurenaissancedekor, um 1900 | D-5-64-000-426 Wikidata  | weitere Bilder |
| Hinterm Bahnhof 35 (Standort)                                                   | Ehemaliges Heizhaus des dem Bahnhof am nächsten gelegenen ehemaligen Betriebswerkes                                       | Zweigeschossiger, traufständiger Paralleldachbau aus Backstein mit Hausteingliederung, charakteristischer Werkstättenbau mit Neurenaissance-Formen, um 1900, 1997/99 im Inneren erneuert | D-5-64-000-2316 Wikidata | weitere Bilder |
| Humboldtstraße 82 (Standort)                                                    | Mietshaus | Fünfgeschossiger, traufständiger Satteldachbau mit Zwerchgiebel, Putzfassade, Sandsteinerdgeschoss und dreigeschossigem Erker mit Eisenbalkonbrüstung, Spätjugendstildekor, um 1908/09 | D-5-64-000-833 Wikidata  | weitere Bilder |
| Humboldtstraße 86 (Standort)                                                    | Mietshaus | Fünfgeschossiger, traufständiger Satteldachbau mit Sandsteinstraßenfassade, Dachgauben, Zwerchhaus mit Sandsteinfiguren, dreigeschossigem Erker und kolossaler Säulengliederung, reicher Spätjugendstildekor mit klassizisierenden Formen, von Matthias Breig, bezeichnet „1911“ | D-5-64-000-834 Wikidata  | weitere Bilder |
| Humboldtstraße 86; Humboldtstraße 86 a (Standort)                               | Einfriedung | Verputzte Ziegelmauer und Eisengittertor, gleichzeitig | D-5-64-000-834 Wikidata  | BW             |
| Humboldtstraße 87 (Standort)                                                    | Mietshaus | Fünfgeschossiger, traufständiger Satteldachbau mit Dachgaube, Sandsteinstraßenfassade, sehr flachem, dreigeschossigem Erker und Eisenbalkon, expressiver Spätjugendstildekor mit Figurenrelief, um 1908/09 | D-5-64-000-835 Wikidata  | weitere Bilder |
| Humboldtstraße 105 (Standort)                                                   | Mietshaus | Fünfgeschossiger, traufständiger Satteldachbau mit Zwerchgiebel und dreigeschossigem, zweiachsigem Erker, Putzbau mit Sandsteinerdgeschoss und reichem Jugendstildekor, bezeichnet „1913“ | D-5-64-000-836 Wikidata  | weitere Bilder |
| Humboldtstraße 107 (Standort)                                                   | Mietshaus | Fünfgeschossiger, traufständiger Satteldachbau mit Zwerchgiebel und dreigeschossigem, zweiachsigem Erker, Putzbau mit Sandsteinerdgeschoss und reichem Jugendstildekor, bezeichnet „1913“ | D-5-64-000-837 Wikidata  | weitere Bilder |
| Humboldtstraße 111 (Standort)                                                   | Mietshaus | Fünfgeschossiger Mansarddachbau mit Schopf, Sandsteinstraßenfassade und Mittelrisalit mit Zwerchgiebel und Eisenbalkonen, neuklassizistischer Spätjugendstil, bezeichnet „1912“ | D-5-64-000-838 Wikidata  | weitere Bilder |
| Humboldtstraße 111 (Standort)                                                   | Rückgebäude | Mietshaus, viergeschossiger, geschlämmter Ziegelbau mit Mansarddach, Mittelrisalit mit Walmdach und Sandsteinportal, gleichzeitig | D-5-64-000-838 Wikidata  | BW             |
| Humboldtstraße 111 (Standort)                                                   | Einfriedung | Pfeilergitterzaun an Vorgarten, Eisengittertor und verputzte Steinmauer, gleichzeitig | D-5-64-000-838 Wikidata  | weitere Bilder |
| Humboldtstraße 114; Humboldtstraße 116 (Standort)                               | Humboldtsäle | Monumentaler, fünfgeschossiger und traufständiger Satteldachbau, Putzbau mit Sandsteinmittelrisalit, Rundgiebel, kolossalen Sandsteinhalbsäulen und Rundbogenportal, reicher geometrischer und klassizisierender Jugendstildekor, bezeichnet „1912“ | D-5-64-000-839 Wikidata  | weitere Bilder |
| Humboldtstraße 114; Humboldtstraße 116 (Standort)                               | Rückgebäude | Saalbau und Mietshaus, zweigeschossiger und viergeschossiger Backsteinbau mit Flachdach, gleichzeitig | D-5-64-000-839 Wikidata  | BW             |
| Humboldtstraße 124 (Standort)                                                   | Mietshaus | Fünfgeschossiger, traufständiger Satteldachbau mit Zwerchgiebel, Putzbau mit zwei Sandsteingeschossen und zwei dreigeschossigen, sehr flachen Sandsteinerkern und reduziertem Jugendstildekor, um 1910 | D-5-64-000-840 Wikidata  | weitere Bilder |
| Humboldtstraße 126 (Standort)                                                   | Mietshaus | Fünfgeschossiger, traufständiger Satteldachbau mit Sandsteinstraßenfassade, Pilastergliederung und Zwerchhaus, Jugendstildekor, um 1907 | D-5-64-000-2418 Wikidata | weitere Bilder |
| Humboldtstraße 126 (Standort)                                                   | Rückgebäude | Mietshaus, dreigeschossiger, hakenförmiger Ziegelbau mit Pultdach, gleichzeitig | D-5-64-000-2418 Wikidata | BW             |
| Humboldtstraße 130 (Standort)                                                   | Mietshaus | Fünfgeschossiger, traufständiger Satteldachbau mit Sandsteinstraßenfassade und zwei zweigeschossigen, dreiseitigen Sandsteinerkern mit Eisenbalkonbrüstung, Jugendstil, bezeichnet „1907“ | D-5-64-000-841 Wikidata  | weitere Bilder |
| Humboldtstraße 130 (Standort)                                                   | Rückgebäude | Mietshaus, viergeschossiger Putzbau mit Pultdach, gleichzeitig | D-5-64-000-841 Wikidata  | BW             |
| Humboldtstraße 132 (Standort)                                                   | Mietshaus | Viergeschossiger Mansarddachbau mit Sandsteinstraßenfassade, Dacherkern, zwei Zwerchhäusern mit geschweiften Giebeln und zwei zweigeschossigen, einachsigen Sandsteinerkern mit Eisenbalkonbrüstung, Jugendstildekor, bezeichnet „1906“ | D-5-64-000-842 Wikidata  | weitere Bilder |
| Humboldtstraße 134 (Standort)                                                   | Mietshaus in Ecklage | Viergeschossiger Mansarddachbau mit Dachgauben und mit zum Eckturm stilisierten Eckzwerchhaus mit Pyramidendach und Laterne, Putzbau mit Sandsteinerdgeschoss, Sandsteingliederung und zwei zweigeschossigen, dreiseitigen Sandsteinerkern mit Eisenbalkonbrüstung, Jugendstildekor, um 1907 | D-5-64-000-843 Wikidata  | weitere Bilder |
| Humboldtstraße 136 (Standort)                                                   | Mietshaus in Ecklage | Fünfgeschossiger Satteldachbau mit Sandsteinstraßenfassaden, Zwerchgiebeln, Pilastergliederung, dreigeschossigem, zweiachsigem Sandsteinerker und dreigeschossigem, dreiseitigem Sandsteinerker, geometrische Jugendstilformen, um 1907 | D-5-64-000-844 Wikidata  | weitere Bilder |
| Hummelsteiner Weg 65 (Standort)                                                 | Mietshaus | Viergeschossiger Mansarddachbau mit Dachgauben und Zwerghaus mit Mansardwalmdach, Putzbau mit Sandsteinerdgeschoss, Sandsteingliederung und zwei dreigeschossigen, einachsigen Erkern, mit reduziertem geometrischem Jugendstildekor, bezeichnet „1912“ | D-5-64-000-846 Wikidata  | weitere Bilder |
| Hummelsteiner Weg 65 a (Standort)                                               | Mietshaus | Viergeschossiger Mansarddachbau mit Dachgauben und Zwerchhaus, Putzbau mit Sandsteinerdgeschoss, Sandsteingliederung und zweigeschossigem, dreiseitigem Sandsteinerker, mit reduziertem geometrischem Jugendstildekor, bezeichnet „1913“ | D-5-64-000-847 Wikidata  | weitere Bilder |
| Hummelsteiner Weg 68 (Standort)                                                 | Mietshaus | Viergeschossiger Mansarddachbau mit Zwerchhaus mit Ziergiebel, Putzbau mit Sandsteinerdgeschoss und zwei zweigeschossigen, zweiachsigen Erkern mit Eisenbalkonbrüstung, Maßwerkdekor und neubarocke bzw. Jugendstilformen, bezeichnet „1910“ | D-5-64-000-848 Wikidata  | weitere Bilder |
| Hummelsteiner Weg 70 (Standort)                                                 | Mietshaus in Ecklage | Viergeschossiger Mansarddachbau mit Dachgauben, Zwerchhäusern mit Ziergiebeln und zum Eckturm stilisiertem Eckzwerchhaus mit Haube, Putzbau mit Sandsteinerdgeschoss, Sandsteingliederung und zwei zweigeschossigen, zweiachsigen Sandsteinerkern mit Eisenbalkonbrüstung, Jugendstildekor mit Neurenaissance-Einflüssen, bezeichnet „1908“ | D-5-64-000-849 Wikidata  | weitere Bilder |
| Karl-Bröger-Straße 9 (Standort)                                                 | Ehemaliges Haus der Arbeit und Verlagsgebäude der Fränkischen Tagespost, jetzt Karl-Bröger-Haus, Geschäftshaus in Ecklage | Fünfgeschossiger Putzbau mit konkav einschwingender Fassade mit vertikal aufsteigendem, siebengeschossigem Mittelteil und seitlichen dreigeschossigen Runderkern, im Stil der Neuen Sachlichkeit, von Hans Müller und Karl Kröck, 1929/30 | D-5-64-000-944 Wikidata  | weitere Bilder |
| Kopernikusplatz 6 (Standort)                                                    | Mietshaus | Fünfgeschossiger, traufständiger Satteldachbau mit Sandsteinstraßenfassade mit Lisenengliederung und geometrischem Spätjugendstildekor, um 1908/10 | D-5-64-000-1081 Wikidata | weitere Bilder |
| Kopernikusplatz 8 (Standort)                                                    | Mietshaus | Fünfgeschossiger, traufständiger Satteldachbau mit Sandsteinstraßenfassade mit Lisenengliederung und dreigeschossigem Flacherker mit Zwerchgiebel, geometrischer Spätjugendstildekor, um 1908/10 | D-5-64-000-1082 Wikidata | weitere Bilder |
| Kopernikusplatz 10 (Standort)                                                   | Mietshaus | Fünfgeschossiger, traufständiger Satteldachbau mit Sandsteinstraßenfassade mit Lisenengliederung, dreigeschossigem, zweiachsigem Sandsteinerker mit Eisenbalkonbrüstung und Freiplastiken, geometrischer Spätjugendstildekor, von Matthias Breig, 1909/10 | D-5-64-000-1083 Wikidata | weitere Bilder |
| Kopernikusplatz 14 (Standort)                                                   | Mietshaus | Fünfgeschossiger, traufständiger Satteldachbau mit Sandsteinstraßenfassade, Zwerchhaus mit Ziergiebel, Balkonrücksprüngen, zweigeschossigem Runderker und Sandsteinbalkonen, Spätjugendstildekor, um 1908/10 | D-5-64-000-1084 Wikidata | weitere Bilder |
| Kopernikusplatz 12 (Standort)                                                   | Rückgebäude | Mietshaus, viergeschossiger, hakenförmiger Putzbau mit Pultdach, gleichzeitig | D-5-64-000-1084 Wikidata | BW             |
| Kopernikusplatz 14 (Standort)                                                   | Einfriedung | m Hof, verputzte Ziegelmauer, gleichzeitig | D-5-64-000-1084 Wikidata | BW             |
| Kopernikusplatz 16 (Standort)                                                   | Mietshaus | Fünfgeschossiger, traufständiger Satteldachbau mit Sandsteinstraßenfassade, Zwerchgiebel und dreigeschossigem Sandsteinerker mit Balkonbrüstung, Spätjugendstildekor, um 1908/10 | D-5-64-000-1085 Wikidata | weitere Bilder |
| Kopernikusstraße 4 (Standort)                                                   | Relief | Porträt des Nikolaus Kopernikus mit aufwändiger Rahmung in der Art des Manierismus, Sandstein, 1910/11 | D-5-64-000-1086 Wikidata | weitere Bilder |
| Landgrabenstraße 130 (Standort)                                                 | Mietshaus | Fünfgeschossiger, traufständiger Satteldachbau mit Sandsteinstraßenfassade und breitem Erker mit abgeschrägten Ecken, Jugendstil, bezeichnet „1907“ | D-5-64-000-1166 Wikidata | weitere Bilder |
| Peter-Henlein-Straße 71 (Standort)                                              | Mietshaus | Dreigeschossiger Mansardwalmdachbau mit Dacherkern, Sichtziegelbau mit bossiertem Sandsteinerdgeschoss, Sandsteinstraßenfassade und Hausteingliederung, Neurenaissance, um 1890 | D-5-64-000-1514 Wikidata | weitere Bilder |
| Peter-Henlein-Straße 71 (Standort)                                              | Rückgebäude | Mietshaus, drei- und zweigeschossige, hakenförmige Putzbauten mit Mansard- und Flachdach, gleichzeitig | D-5-64-000-1514 Wikidata | BW             |
| Peter-Henlein-Straße 85 (Standort)                                              | Mietshaus | Viergeschossiger Mansarddachbau mit Dachgauben mit Spitzhelmen, Sichtziegelfassade mit Sandsteinerdgeschoss, Sandsteingliederung und zweigeschossigem, zweiachsigem Sandsteinerker mit Eisenbalkonbrüstung, neugotische und Neurenaissanceformen, um 1900 | D-5-64-000-1515 Wikidata | weitere Bilder |
| Pillenreuther Straße 35 (Standort)                                              | Mietshaus | Viergeschossiger Mansarddachbau mit Zwerchhaus mit Spitzhelm und Dacherkern, Backsteinbau mit Sandsteinstraßenfassade und zweigeschossigem, zweiachsigem Sandsteinerker, Neu-Nürnberger-Stil, um 1895/1900 | D-5-64-000-1537 Wikidata | weitere Bilder |
| Pillenreuther Straße 41 (Standort)                                              | Miets- und Geschäftshaus in Ecklage                                                                                       | Viergeschossiger Mansardgiebeldachbau mit Sandsteinfassaden, Volutengiebel, Dachgauben und Sandsteinerker an Giebelseite, Neugotik, um 1900, teilweise erneuert | D-5-64-000-1538 Wikidata | weitere Bilder |
| Pillenreuther Straße 41 (Standort)                                              | Einfriedung | Eisengittertor und Torpfeiler aus Backstein, gleichzeitig | D-5-64-000-1538 Wikidata | BW             |
| Pillenreuther Straße 43 (Standort)                                              | Mietshaus in Ecklage | Viergeschossiger Mansarddachbau mit Sandsteinstraßenfassade, Dacherkern und viergeschossigem Sandsteineckerker mit Spitzhelm, Neu-Nürnberger-Stil mit neugotischen Formen, um 1895/1900 | D-5-64-000-1539 Wikidata | weitere Bilder |
| Pillenreuther Straße 45 (Standort)                                              | Mietshaus | Viergeschossiger Mansarddachbau mit Sandsteinstraßenfassade und Dacherkern mit Spitzhelmen, Neu-Nürnberger-Stil mit neugotischen Formen, um 1895/1900 | D-5-64-000-1540 Wikidata | weitere Bilder |
| Pillenreuther Straße 45 (Standort)                                              | Einfriedung | Putzmauer und Eisengitterzaun mit verputzten Steinpfeilern und Eisengittertor, gleichzeitig | D-5-64-000-1540 Wikidata | BW             |
| Tafelfeldstraße 65 (Standort)                                                   | Ehemaliges evangelisch-lutherisches Pfarrhaus Steinbühl, jetzt Mietshaus                                                  | Dreigeschossiger, abgewinkelter Mansarddachbau mit Sandsteinstraßenfassade, Zwerchhaus, Dacherker und Sandsteinerker, im Neu-Nürnberger-Stil, von Ochsenmeyer und Wißmüller, bezeichnet „1901“ | D-5-64-000-1932 Wikidata | weitere Bilder |
| Tafelfeldstraße 65 (Standort)                                                   | Schmiedeeisernes Hofportal                                                                                                | gleichzeitig | D-5-64-000-1932 Wikidata | BW             |
| Tafelfeldstraße 69 (Standort)                                                   | Mietshaus | Viergeschossiger, traufständiger Satteldachbau mit Schleppgauben, Sandsteinerdgeschoss und Putzfassade mit zwei dreigeschossigen, dreiseitigen Erkern und reichem Jugendstildekor, bezeichnet „1908“ | D-5-64-000-1933 Wikidata | weitere Bilder |
| Tafelfeldstraße 69 (Standort)                                                   | Rückgebäude | Mietshaus, dreigeschossiger, hakenförmiger Putzbau mit Pultdach, gleichzeitig | D-5-64-000-1933 Wikidata | BW             |
| Tafelfeldstraße 71 (Standort)                                                   | Mietshaus | Viergeschossiger, traufständiger Satteldachbau mit Dachgauben, Sandsteinerdgeschoss und Putzfassade mit zwei dreigeschossigen, dreiseitigen Erkern und reichem Jugendstildekor, bezeichnet „1908“ | D-5-64-000-2789 Wikidata | weitere Bilder |
| Tafelfeldstraße 71 (Standort)                                                   | Rückgebäude | Mietshaus, dreigeschossiger, hakenförmiger Putzbau mit Pultdach, gleichzeitig | D-5-64-000-2789 Wikidata | BW             |
| Voltastraße 1 (Standort)                                                        | Miethaus in Ecklage | Fünfgeschossiger Satteldachbau mit Sandsteinerdgeschoss, dreigeschossigem und breit gelagertem, zweigeschossigem Sandsteinerker mit Jugendstil-Karyatiden und -Atlanten, bezeichnet „1908“ | D-5-64-000-2053 Wikidata | weitere Bilder |
| Wirthstraße 27 (Standort)                                                       | Mietshaus | Fünfgeschossiger, traufständiger Satteldachbau mit Zwerchgiebel, Putzbau mit bossiertem Sandsteinerdgeschoss, Sandsteingliederung und breitem, mittig angelegtem Sandsteinerker, barockisierender Jugendstil, um 1908 | D-5-64-000-2170 Wikidata | weitere Bilder |
| Wirthstraße 27 (Standort)                                                       | Rückgebäude | Werkstatt, eingeschossiger Sichtziegelbau mit flachem Pultdach, gleichzeitig | D-5-64-000-2170 Wikidata | BW             |
| Wirthstraße 41 (Standort)                                                       | Katholische Pfarrkirche Herz-Jesu                                                                                         | Sandsteinquaderbau, dreischiffige Basilika mit polygonalem Ostchor, Ostturm mit Spitzhelm, im neugotischen Stil, von Franz Xaver Ruepp, 1899/1902, bis 1950 in schlichteren Formen wiederaufgebaut; mit Ausstattung. | D-5-64-000-2171 Wikidata | weitere Bilder |
| Wirthstraße 61 (Standort)                                                       | Mietshaus | Viergeschossiger Mansarddachbau mit Kunststeinfassade, Zwerchhaus mit Volutengiebel und dreigeschossigem, dreiseitigem Erker, Neurenaissanceformen, bez. 1903. | D-5-64-000-2375 Wikidata | weitere Bilder |
| Wirthstraße 76 (Standort)                                                       | Ehemaliger Herrensitz Lichtenhof, sogenanntes Petzenschloss                                                               | Dreigeschossiger Sandsteinquaderbau mit Satteldach und Schopf, vier quadratischen Eckerkertürmen mit Spitzhelmen und Fachwerkgauben mit vorspringenden Satteldächern, südwestlich malerischer Anbau auf unregelmäßigem Grundriss, mit Fachwerkobergeschoss und Satteldach, Hauptbau bez. 1578, Umbau von Rolf (Rudolph) Behringer, 1910/11; | D-5-64-000-2172 Wikidata | weitere Bilder |
| Wirthstraße 76; Hummelsteiner Weg 89; Wirthstraße 60; Wirthstraße 62 (Standort) | Grabeneinfassung und Zwingeranlage                                                                                        | Mit rechteckigen Ecktürmen mit Walmdächern, Sandsteinquadermauerwerk, 1578 | D-5-64-000-2172 Wikidata | weitere Bilder |
| Wirthstraße 76; Hummelsteiner Weg 89; Wirthstraße 60; Wirthstraße 62 (Standort) | Garteneinfriedung | Sandsteinquadermauer, 18. Jh. | D-5-64-000-2172 Wikidata | weitere Bilder |
| Wölckernstraße 19 (Standort)                                                    | Mietshaus | Viergeschossiger Massivbau mit Mansarddach und Zwerchhaus mit Schweifgiebel sowie Sandsteinstraßenfassade mit Gesimsgliederung, Neu-Nürnberger-Stil, um 1900. | D-5-64-000-2192 Wikidata | weitere Bilder |
| Wölckernstraße 66 (Standort)                                                    | Mietshaus | Viergeschossiger Massivbau mit Walmdach und Sandsteinstraßenfassade mit bossiertem Erdgeschoss, Gesimsgliederung und zweigeschossigem Fassadenerker, Neu-Nürnberger Stil, um 1900. | D-5-64-000-2193 Wikidata | weitere Bilder |

### Hummelstein
| Lage | Objekt                                                                                                | Beschreibung | Akten-Nr.                | Bild           |
| --- | --- | --- | ------------------------ | -------------- |
| Zwischen Allersberger Straße (128–164), Kleestraße (11–27), Jean-Paul-Platz (3–9), Gudrunstraße und Im Posthof (Standort) | sogenannte Poststadt                                                                                  | Ehemalige Gesamtanlage der Postverwaltung; sämtlich in Hartbackstein- und Klinkerbauweise, von Oberregierungsrat Georg Kohl, Postbaurat Schreiber und Regierungsbaumeister Erhard, 1928–1931, 2001 (Garagengebäude) und 2007/2008 (Werkstättengebäude und Fahrzeughalle) teilweise umgebaut und erneuert ehemaliges Telegrafengebäude: fünfgeschossiger Walmdachbau mit erdgeschossigem, halbrundem Pförtnerhausanbau an Südseite | D-5-64-000-66 Wikidata   | weitere Bilder |
| Allersberger Straße 130b, Kleestraße 11 (Standort)                                                                        | sogenannte Poststadt: Büro- und Garagenbau                                                            | Dreiflügeliger, gebogener und dreigeschossiger Büro- und Garagenbau mit Walmdach | D-5-64-000-66 Wikidata   | weitere Bilder |
| Allersberger Straße 130a (Standort)                                                                                       | sogenannte Poststadt: ehemaliges Werkstättengebäude                                                   | Zweigeschossiger Flachdachbau mit Kamin und weit hervortretendem, halbrund abschließendem Anbau | D-5-64-000-66 Wikidata   | weitere Bilder |
| Im Posthof (Standort) | sogenannte Poststadt: Ehemalige Fahrzeughalle                                                         | Erdgeschossiger, langgestreckter Betonschalenbau mit Grabendach | D-5-64-000-66 Wikidata   | weitere Bilder |
| Allersberger Straße 128–164 (gerade Nummern) (Standort)                                                                   | sogenannte Poststadt: Wohnhäuser                                                                      | Neun parallel angeordnete Wohnhäuser in Zeilenbauweise entlang der Allersberger Straße, dreigeschossig mit Satteldächern | D-5-64-000-66 Wikidata   | weitere Bilder |
| Kleestraße 11–27 ungerade Nummern, Jean-Paul-Platz 3–9 ungerade Nummern (Standort)                                        | sogenannte Poststadt: Wohnhäuser                                                                      | Vier Wohnhäuser in der Kleestraße und am Jean-Paul-Platz, dreigeschossige Satteldachbauten | D-5-64-000-66 Wikidata   | weitere Bilder |
| Zwischen Allersberger Straße (128–164), Kleestraße (11–27), Jean-Paul-Platz (3–9), Gudrunstraße und Im Posthof (Standort) | sogenannte Poststadt: Wäscherei                                                                       | Erdgeschossiger Flachdachbau mit umlaufender Durchfensterung | D-5-64-000-66 Wikidata   | BW             |
| Nähe Allersberger Straße (Standort)                                                                                       | sogenannte Poststadt: Einfriedung                                                                     | Einfriedung mit rechteckigen Backsteinpfeilern an Allersberger Straße | D-5-64-000-66 Wikidata   | weitere Bilder |
| Hummelstein 45 (Standort)                                                                                                 | Hummelsteiner Schlösschen: Ehemaliges Weiherhaus                                                      | Ehemaliges Weiherhaus vom Typ der Nürnberger Herrensitze, dreigeschossiger, verputzter Sandsteinbau mit Fachwerkinnenwänden, Satteldach und vier quadratischen Eckerkern mit Helmen, im Kern um 1487, nach Zerstörung Neubau um 1559, 1706 umgebaut und erweitert, um 1855 neugotisch umgestaltet durch Karl Alexander von Heideloff, 1949 nach Teilzerstörung wiederaufgebaut                                                    | D-5-64-000-845 Wikidata  | weitere Bilder |
| Hummelstein 45 | Hummelsteiner Schlösschen: Gartenfiguren                                                              | Gartenfiguren der vier Jahreszeiten, Sandstein, Anfang 18. Jahrhundert, innerhalb der Zwingeranlage aufgestellt | D-5-64-000-845           | BW             |
| Hummelstein 43, 44, 46 (Standort)                                                                                         | Hummelsteiner Schlösschen: Zwingeranlage                                                              | mit drei runden Ecktürmen und barockem Tor an Nordseite, Sandstein, im Kern von 1526, Tor aus der ersten Hälfte des 18. Jahrhunderts | D-5-64-000-845 Wikidata  | weitere Bilder |
| Hummelstein 45; Hummelstein 43; Hummelstein 44; Nähe Normannenstraße; Hummelstein 46 (Standort)                           | Hummelsteiner Schlösschen: Nebengebäude                                                               | erdgeschossiger Walmdachbau, um 1710 | D-5-64-000-845 Wikidata  | weitere Bilder |
| Hummelstein 45; Hummelstein 43; Hummelstein 44; Nähe Normannenstraße; Hummelstein 46 (Standort)                           | Hummelsteiner Schlösschen: Grabstein                                                                  | Liegender Grabstein des Rostocker Konsuls Paul Howitz mit Eisenumzäunung, Sandstein, um 1880, nach Kriegszerstörung der Kapelle 1944 heute im Schlosspark südöstlich des Schlosses aufgestellt | D-5-64-000-845 Wikidata  | weitere Bilder |
| Nähe Normannenstraße (Standort)                                                                                           | Hummelsteiner Schlösschen: sogenanntes Hummelsteiner Tor                                              | Ehemals zum Schlossgarten gehörig, rundbogige Toreinfahrt aus Sandsteinquadern, aus der ersten Hälfte des 18. Jahrhunderts, ca. 150 m nordwestlich des Schlosses an der Ecke Schönweisstraße / Pflugstraße | D-5-64-000-845 Wikidata  | weitere Bilder |
| Kleestraße 16 (Standort)                                                                                                  | Ehemaliges Forstamt Süd, jetzt Wohnhaus                                                               | Zweigeschossiger Sandsteinquaderbau mit Walmdach und Schleppgauben, aus der Mitte des 19. Jahrhunderts | D-5-64-000-1020          | weitere Bilder |
| Pflugstraße 10 (Standort)                                                                                                 | Gartenhaus, ehemaliger Pavillon der Ersten Bayerischen Landes-Industrie-Gewerbe- und Kunstausstellung | Erdgeschossiger Backsteinbau mit Satteldach und Mittelrisalit, Neurenaissance, 1882; vom Stadtpark hierher versetzt | D-5-64-000-1536 Wikidata | weitere Bilder |
| Pillenreuther Straße 143; Pillenreuther Straße 145 (Standort)                                                             | Arbeiterwohnhaus der MAN-Siedlung Gibitzenhof                                                         | Zweigeschossiger Putzbau mit Zwerchgiebeln, Schleppgauben und Eckrisaliten mit Krüppelwalmdächern und Fachwerkgiebeln, Heimatstil, 1899 nach Planung des Architekten Henning; siehe auch Pillenreuther Straße 147/149 | D-5-64-000-2334 Wikidata | weitere Bilder |
| Pillenreuther Straße 147 (Standort)                                                                                       | Reste einer Arbeiterwohnhausanlage der MAN-Siedlung Gibitzenhof                                       | Zwei- bis dreigeschossiger Putzbau mit steilen Walm- und Satteldach, Zwerchhäusern, Schleppgauben und Fachwerkzwerchgiebel, Heimatstil, 1899 nach Planung des Architekten Henning, 2006 erneuert; siehe auch Pillenreuther Straße 143/145 | D-5-64-000-2802 Wikidata | weitere Bilder |
| Pillenreuther Straße 165 (Standort)                                                                                       | villenartiges Verwaltungsgebäude, heute Jenaplan-Schule Nürnberg                                      | Dreigeschossiger Putzbau mit Walmdach und zweigeschossigem Mittelerker auf Steinsäulen, barockisierender Spätjugendstil, bezeichnet „1914“, Architekt Ludwig Ruff | D-5-64-000-1541 Wikidata | weitere Bilder |
| Siemensstraße 40 (Standort)                                                                                               | Mietshaus                                                                                             | Viergeschossiger Mansarddachbau mit Zwerchhaus, Putzfassade, Sandsteinerdgeschoss und Lisenengliederung, Spätjugendstildekor in barockisierenden Formen, bezeichnet „1914“ | D-5-64-000-1871 Wikidata | weitere Bilder |
| Sperberstraße 53 (Standort)                                                                                               | Kath. Pfarrkirche                                                                                     | skulpturaler Sichtbetonbau auf asymmetrischer Grundlinie, mit steilem Pultdach und Eternitplattenverkleidung, an der Südseite Eingangsatrium, Brutalismus, 1968–1971 von Peter Leonhardt; mit Ausstattung | D-5-64-000-4922          | BW             |
| Sperberstraße 73 (Standort)                                                                                               | Villa                                                                                                 | Zweigeschossiger Putzbau mit Walmdach, Giebelgauben, Erkern, zweigeschossiger, rund hervortretender Loggia und Eckgliederung, vom Expressionismus beeinflusster Bau der Neuen Sachlichkeit, von Matthias Breig, bezeichnet „1927/28“ | D-5-64-000-1897 Wikidata | weitere Bilder |
| Sperberstraße 73 (Standort)                                                                                               | Einfriedung                                                                                           | zugehörig, gleichzeitig, teilweise erneuert | D-5-64-000-1897 Wikidata | weitere Bilder |
| Sperberstraße 77 (Standort)                                                                                               | Villa                                                                                                 | Zweigeschossiger Putzbau mit Walmdach, Eckbodenerkern und Giebelgaube, sachlich orientierter Neubarock, von Matthias Billmann, bezeichnet „1921“ | D-5-64-000-1898 Wikidata | weitere Bilder |
| Sperberstraße 77 (Standort)                                                                                               | Einfriedung                                                                                           | zugehörig, gleichzeitig | D-5-64-000-1898 Wikidata | weitere Bilder |
| Sperberstraße 85 (Standort)                                                                                               | Schulhaus                                                                                             | Dreiflügeliger, viergeschossiger Putzbau mit Walmdach, Dachreiter und Uhrtürmchen, Südostflügel dreigeschossig mit Mansardwalmdach, Sandsteinportale an beiden Seitenflügeln, reduzierter Historismus, von Georg Kuch, bezeichnet „1914“, teilweise erneuert | D-5-64-000-1899 Wikidata | weitere Bilder |
| Sperberstraße 85 (Standort)                                                                                               | Pavillon                                                                                              | zugehörig, erdgeschossiger Putzbau mit Walmdach und Sandsteinsockel, gleichzeitig | D-5-64-000-1899 Wikidata | weitere Bilder |
| Sperberstraße 85 (Standort)                                                                                               | Einfriedung                                                                                           | gleichzeitig | D-5-64-000-1899 Wikidata | weitere Bilder |

### Gugelstraße
| Lage                           | Objekt                                                          | Beschreibung | Akten-Nr.                | Bild           |
| ------------------------------ | --------------------------------------------------------------- | --- | ------------------------ | -------------- |
| Landgrabenstraße 98 (Standort) | Kopfbau des ehemaligen Zählerwerkes der Siemens-Schuckert-Werke | Viergeschossiger Ziegelsteinbau mit Walmdach, siebengeschossigem Treppenturm, Erdgeschoss-Loggia mit Arkadenöffnungen und flachem Chörlein aus Muschelkalk, von der Siemens-Bauunion unter Mitarbeit von Prof. Hans Hertlein, 1949–1951 | D-5-64-000-2318 Wikidata | weitere Bilder |
| Landgrabenstraße 98 (Standort) | Bauplastik des Heiligen Florian                                 | Muschelkalk, von Joseph Wackerle, bezeichnet „1951“ | D-5-64-000-2318          | weitere Bilder |
| Markgrafenstraße 11 (Standort) | Mietshaus                                                       | Fünfgeschossiger, traufständiger Satteldachbau mit Sandsteinstraßenfassade und Ziergiebel, Spätjugendstil, um 1906 | D-5-64-000-1265 Wikidata | weitere Bilder |
| Markgrafenstraße 13 (Standort) | Mietshaus                                                       | Fünfgeschossiger, traufständiger Satteldachbau mit Sandsteinstraßenfassade, bossiertem Erdgeschoss und Zwerchhaus mit Dreiecksgiebel, später Jugendstil, bezeichnet „1906“                                                              | D-5-64-000-1266 Wikidata | weitere Bilder |
| Markgrafenstraße 13 (Standort) | Rückgebäude                                                     | Mietshaus und Werkstatt, dreigeschossiger, hakenförmiger Ziegelbau mit Walmdach und erdgeschossigem Anbau, gleichzeitig, teilweise erneuert                                                                                             | D-5-64-000-1266 Wikidata | BW             |
| Markgrafenstraße 15 (Standort) | Mietshaus                                                       | Fünfgeschossiger, traufständiger Satteldachbau mit Sandsteinstraßenfassade und Toreinfahrt, Jugendstil, um 1906 | D-5-64-000-1267 Wikidata | weitere Bilder |
| Markgrafenstraße 15 (Standort) | Rückgebäude                                                     | Mietshaus, dreigeschossiger, abgewinkelter Walmdachbau, gleichzeitig | D-5-64-000-1267 Wikidata | BW             |
| Markgrafenstraße 17 (Standort) | Mietshaus                                                       | Fünfgeschossiger, traufständiger Satteldachbau mit Sandsteinstraßenfassade, bossiertem Erdgeschoss und Ziergiebel, geometrischer Jugendstil, um 1907                                                                                    | D-5-64-000-1268 Wikidata | weitere Bilder |
| Schwabenstraße 45 (Standort)   | Mietshaus                                                       | Fünfgeschossiger, traufständiger Satteldachbau mit Sandsteinstraßenfassade und verputztem, dreigeschossigem Mittelfeld und Rundgiebel mit Jugendstildekor, um 1907                                                                      | D-5-64-000-1813 Wikidata | weitere Bilder |
| Schwabenstraße 47 (Standort)   | Mietshaus                                                       | Fünfgeschossiger, traufständiger Satteldachbau mit Putzfassade, Sandsteinerdgeschoss, Ziergiebel und dreigeschossigem Erker mit Balkonbrüstung und Atlanten, mit reichem Jugendstildekor, von E. Mann, bezeichnet „1906“                | D-5-64-000-1814 Wikidata | weitere Bilder |
| Schwabenstraße 49 (Standort)   | Mietshaus                                                       | Fünfgeschossiger, traufständiger Satteldachbau mit Sandsteinstraßenfassade, bossiertem Erdgeschoss und Balkoneisengitter, strenger Jugendstildekor, um 1907                                                                             | D-5-64-000-1815 Wikidata | weitere Bilder |
| Schwabenstraße 54 (Standort)   | Mietshaus in Ecklage                                            | Fünfgeschossiger Satteldachbau mit Sandsteinfassade, Schleppgauben, Zwerchgiebeln, dreigeschossigem, dreiachsigem Sandsteinerker mit Walm und dreigeschossigem, einachsigem Sandsteinerker mit Eisenbalkonbrüstung, Jugendstil, um 1908 | D-5-64-000-1816 Wikidata | weitere Bilder |
| Schwabenstraße 56 (Standort)   | Eisengitterbalkon in Ecklage                                    | An purifizierter Fassade mit lebensgroßen, bemalten Sandsteinplastiken mit Girlanden, Jugendstil, um 1908 | D-5-64-000-1817 Wikidata | weitere Bilder |
| Schwabenstraße 58 (Standort)   | Mietshaus                                                       | Viergeschossiger, traufständiger Satteldachbau mit Sandsteinstraßenfassade und Ziergiebel, schlichter barockisierender Jugendstil, um 1906                                                                                              | D-5-64-000-1818 Wikidata | weitere Bilder |
| Schwabenstraße 60 (Standort)   | Mietshaus                                                       | Fünfgeschossiger, traufständiger Satteldachbau mit Zwerchgiebeln, Sandsteinstraßenfassade und Sandstein- und Putzgliederung, im klassizisierenden Jugendstil, um 1906                                                                   | D-5-64-000-1819 Wikidata | weitere Bilder |

### Steinbühl
| Lage                                          | Objekt                                               | Beschreibung | Akten-Nr.                | Bild           |
| --------------------------------------------- | ---------------------------------------------------- | --- | ------------------------ | -------------- |
| Bahnlinie Treuchtlingen - Nürnberg (Standort) | Eisenbahnbrücke über den Ludwig-Donau-Main-Kanal     | Bogenbrücke, Sandstein, 1836/45 | D-5-64-000-2737 Wikidata | weitere Bilder |
| Gebhard-Ott-Straße 8 (Standort)               | Mietshaus                                            | Dreigeschossiger Mansarddachbau mit Zwerchgiebel, Putzbau mit rustiziertem Erdgeschoss, zweigeschossigem, dreiseitigem Erker und reichem Jugendstildekor, um 1908 | D-5-64-000-593 Wikidata  | weitere Bilder |
| Gibitzenhofstraße 51 (Standort)               | Mietshaus                                            | Viergeschossiger, traufständiger Satteldachbau mit Zwerchgiebel und Eisenbalkon, Backsteinbau mit Putzfassade, Sandsteingliederung und barockisierendem Jugendstildekor, um 1908 | D-5-64-000-616 Wikidata  | weitere Bilder |
| Gibitzenhofstraße 49 (Standort)               | Eisengittertor                                       | Jugendstil, gleichzeitig | D-5-64-000-616 Wikidata  | BW             |
| Gibitzenhofstraße 69 (Standort)               | Mietshaus in Ecklage                                 | Fünfgeschossiger Satteldachbau mit Zwerchgiebeln und Schleppgauben, Sandsteinquaderbau mit zwei dreigeschossigen, zweiachsigen Sandsteinerkern und zweigeschossigem, dreiseitigem Eckturm mit Spitzhelm, reicher Jugendstildekor, bezeichnet „1908“ | D-5-64-000-617 Wikidata  | weitere Bilder |
| Gibitzenhofstraße 71 (Standort)               | Mietshaus                                            | Fünfgeschossiger, traufständiger Satteldachbau mit Sandsteinstraßenfassade und dreigeschossigem Rechteckerker mit Eisenbalkon, Jugendstildekor mit figürlichen Reliefs, um 1909 | D-5-64-000-618 Wikidata  | weitere Bilder |
| Heynestraße 4 (Standort)                      | Mietshaus                                            | Dreigeschossiger Walmdachbau mit neubarocker Sandsteinfassade, bezeichnet „1889“ | D-5-64-000-768 Wikidata  | weitere Bilder |
| Heynestraße 7 (Standort)                      | Mietshaus                                            | Dreigeschossiger, traufständiger Satteldachbau, neubarocke Sandstein- und Ziegelsteinfassade, um 1890 | D-5-64-000-769 Wikidata  | weitere Bilder |
| Heynestraße 7 (Standort)                      | Eisengittertor                                       | gleichzeitig | D-5-64-000-769 Wikidata  | BW             |
| Heynestraße 8 (Standort)                      | Mietshaus                                            | Dreigeschossiger, traufständiger Satteldachbau mit neubarocker Sandsteinstraßenfassade, um 1890 | D-5-64-000-770 Wikidata  | weitere Bilder |
| Jahnstraße 18 (Standort)                      | Mietshaus                                            | Fünfgeschossiger, traufständiger Putzbau mit Satteldach, Sandsteinerdgeschoss und breit gelagertem, dreigeschossigem Erker mit Sandsteingliederung und Spätjugendstildekor, von Johann Hertlein, bezeichnet „1913“, Dachneubau 1946 | D-5-64-000-892 Wikidata  | weitere Bilder |
| Landgrabenstraße 91 (Standort)                | Hochbunker                                           | sechsgeschossiger Stahlbetonbau mit Flachdach, Hochbauamt der Stadt Nürnberg, 1941–43 | D-5-64-000-4864          | weitere Bilder |
| Melanchthonplatz 9 (Standort)                 | Mietshaus in Ecklage                                 | Fünfgeschossiger Satteldachbau mit Zwerchgiebel, Sandsteinerdgeschoss, Eisenbalkon und Sandsteinerkern, klassizisierender Jugendstil, bezeichnet „1907“ | D-5-64-000-1300 Wikidata | weitere Bilder |
| Melanchthonplatz 9 (Standort)                 | Vorgarten-Einfriedung                                | Verputzte Steinmauer mit Eisengitter und Eisengittertor, gleichzeitig | D-5-64-000-1300 Wikidata | BW             |
| Melanchthonplatz 11 (Standort)                | Mietshaus                                            | Fünfgeschossiger, traufständiger Putzbau auf hohem Sandsteinsockelgeschoss mit Satteldach, Zwerchgiebeln, Eisenbalkon und zweigeschossigem Sandsteinflacherker, Jugendstildekor, um 1908 | D-5-64-000-1301 Wikidata | weitere Bilder |
| Peter-Henlein-Straße 35 (Standort)            | Mietshaus in Ecklage                                 | Fünfgeschossiger Sandsteinquaderbau mit Satteldach, Zwerchgiebel, dreigeschossigem, dreiseitigem Sandsteinerker mit Balkonbrüstung und viergeschossigem, einachsigem Sandsteineckerker, Spätjugendstil, um 1918 | D-5-64-000-1513 Wikidata | weitere Bilder |
| Schloßäckerstraße 17 (Standort)               | Sandsteinquaderbau                                   | Dreigeschossiger Sandsteinquaderbau auf hohem Sockelgeschoss mit Walmdach und Dachgauben, gotisierend mit Ecklisenen und Konsolenfries, bezeichnet „1877“ | D-5-64-000-1762 Wikidata | weitere Bilder |
| Siemensplatz 2 (Standort)                     | Evangelisch-lutherische Pfarrkirche (Christuskirche) | Kirchenhalle, Saalbau, Flachsatteldachbau mit Betonpfeilern und bunt verglasten Gusssteinelementen, von Werner Lutz (mit Robert Elterlein und Hans Anton Meyer), 1956/57, Innenraum 2006/08 teilweise erneuert; mit Ausstattung (neugotische Figuren des ehemaligen Hochaltares, Glasfenster von Georg Meistermann und Christusfigur von Meinrad Burch-Korrodi) | D-5-64-000-1869 Wikidata | weitere Bilder |
| Siemensplatz 4 (Standort)                     | Kirchturm                                            | Neugotischer Backsteinturm mit Spitzhelm, von Hans Wieser und David Röhm, 1891/94, nach Brandschaden 1993/94 teilweise erneuert | D-5-64-000-1869          | weitere Bilder |

### Gibitzenhof
| Lage                             | Objekt                                                                                   | Beschreibung | Akten-Nr.                | Bild           |
| -------------------------------- | ---------------------------------------------------------------------------------------- | --- | ------------------------ | -------------- |
| Gibitzenhofstraße 135 (Standort) | Ehemalige Oberrealschule für Mädchen, so genanntes Sigena-Gymnasium: Hauptgebäude        | Dreigeschossiger, verputzter Ziegelbau mit flachem Walmdach und großer Aula mit Treppenanlage, nördlich angeschlossen Pausenhalle, erdgeschossiger Ziegelbau, hofseitig verputzt und großflächig verglast, Werner Köthmann, 1956–57                                                    | D-5-64-000-2389 Wikidata | weitere Bilder |
| Nähe Alemannenstraße (Standort)  | Zwei Klassentrakte                                                                       | Hakenförmig angeordnete, zweigeschossige und teilweise verputzte Ziegelbauten mit Flachsatteldächern, südöstlich des Hauptgebäudes, Werner Köthmann, 1956–57 | D-5-64-000-2389          | weitere Bilder |
| Nähe Alemannenstraße (Standort)  | Hausmeisterwohnhaus                                                                      | Eingeschossiger Putzbau mit Kniestock und flachem Frackdach, nördlich des Hauptgebäudes | D-5-64-000-2389          | weitere Bilder |
| Nähe Alemannenstraße (Standort)  | Kunst am Bau                                                                             | Monumentalskulptur der Sigena, Granit vom Reichsparteitagsgelände, Leo Smigay, 1957–58 | D-5-64-000-2389          | weitere Bilder |
| Gibitzenhofstraße 151 (Standort) | Ehemalige Volksschule Gibitzenhof, heute Pirckheimer-Gymnasium                           | Süd- und Westflügel (mit rückwärtigem Mittelrisalit) einer Dreiflügelanlage, dreigeschossiger Backsteinbau mit Walmdach und Dachgauben, Sandsteinsockel und Werksteingliederung, reduzierter Historismus, von Georg Kuch, 1901–05, 1951/52 und 1956/57 durch Max Timme wiederaufgebaut | D-5-64-000-2310 Wikidata | weitere Bilder |
| Leibnizstraße 29 (Standort)      | Mietshaus                                                                                | Fünfgeschossiger, traufständiger Satteldachbau mit Sandsteinstraßenfassade, Zwerchgiebel und zweigeschossigem Sandsteinerker, reicher Jugendstildekor, 1908 | D-5-64-000-1187 Wikidata | weitere Bilder |
| Leibnizstraße 31 (Standort)      | Mietshaus                                                                                | Fünfgeschossiger, traufständiger Satteldachbau mit Sandsteinstraßenfassade, Sandsteinchörlein und Eisenbalkon, reicher Jugendstildekor, 1908 | D-5-64-000-1188 Wikidata | weitere Bilder |
| Linnestraße 3 (Standort)         | Jugendstildekor und Atlanten an der Fassade eines Mietshauses                            | Um 1911/12, Mietshaus 1946 wiederaufgebaut | D-5-64-000-1206 Wikidata | weitere Bilder |
| Meisenstraße 21 (Standort)       | Teile der Einfriedungsmauer des ehemaligen Löffelholzschen Herrensitzes                  | Sandstein, 16. Jahrhundert | D-5-64-000-2770 Wikidata | weitere Bilder |
| Straßburger Straße 12 (Standort) | Ehemalige katholische Klosterkirche St. Ludwig, jetzt katholische Pfarrkirche St. Ludwig | Dreischiffige Basilika mit Doppelturmfassade, Langhaus und Chor mit Holzkassettendecke und Chorapsis, Backsteinbau, von Otto Schulz, 1923/26, 1949/50 wiederaufgebaut; mit Ausstattung                                                                                                 | D-5-64-000-1921 Wikidata | weitere Bilder |
| Straßburger Straße 14 (Standort) | Ehemaliges Franziskanerkloster und Pfarrhaus St. Ludwig                                  | Dreigeschossiger Walmdachbau mit zweigeschossigem, traufständigem Satteldachanbau, Backsteinbau mit Backstein- und Sandsteingliederung und reich dekoriertem Portal, 1915/16, nach 1945 von Fritz Mayer wiederaufgebaut                                                                | D-5-64-000-1922 Wikidata | weitere Bilder |
| Straßburger Straße 14 (Standort) | Einfriedung                                                                              | Backsteinmauer, gleichzeitig | D-5-64-000-1922 Wikidata | weitere Bilder |

### Sandreuth
| Lage                                              | Objekt                                           | Beschreibung | Akten-Nr.                | Bild           |
| ------------------------------------------------- | ------------------------------------------------ | --- | ------------------------ | -------------- |
| Sandreuthstraße 21; Sandreuthstraße 25 (Standort) | Pomonabrunnen                                    | Denkmalanlage der Wasserwerke der Stadt Nürnberg, flaches, fünfeckiges Bassin, umgeben von Postamenten mit Figurendarstellungen der Pomona und Putten, Muschelkalk, von Philipp Kittler, bezeichnet „1914/15“; ehemals am Eingang zum Wasserstollen am Schmausenbuck aufgestellt, 1979 an den Eingang zum Gaswerk versetzt                                                                                          | D-5-64-000-1731 Wikidata | weitere Bilder |
| Sandreuthstraße 71 (Standort)                     | Ehemaliges Städtisches Gaswerk, heute N-ERGIE AG | Von Georg Kuhn (Städtisches Hochbauamt), 1901–04, erweitert in den zwanziger Jahren Ehemaliges Gasreinigergebäude mit Wasserturm: Langgestreckter, zweigeschossiger Satteldachbau mit Sichtziegelmauerwerk, Dachreitern, Schweifgiebel, großen Segmentbogenfenstern und gestufter Pfeilergliederung, polygonaler Turm mit Werksteingliederung, in neuromanischen Formen, von Georg Kuhn, 1901–04, bezeichnet „1903“ | D-5-64-000-1730 Wikidata | BW             |
| Sandreuthstraße 29 (Standort)                     | Ehemaliges Uhrenhaus                             | Satteldachbau mit Sichtziegelmauerwerk, Dachreiter, Schweifgiebeln, großen Segmentbogenfenstern und Lisenengliederung, in neuromanischen Formen, von Georg Kuhn, 1901–04 | D-5-64-000-1730 Wikidata | BW             |
| Sandreuthstraße 39 (Standort)                     | Ehemalige Elektrische Kraftstation               | Erdgeschossiger Satteldachbau mit Sichtziegelmauerwerk, Segment- und Rundbogenfenstern und Lisenengliederung, in neuromanischen Formen, von Georg Kuhn, 1901–04, erweitert 1912, an Nordseite bezeichnet „1913“ | D-5-64-000-1730 Wikidata | BW             |
| Sandreuthstraße 45 (Standort)                     | Ehemaliges Wassergasreinigergebäude              | Paralleldachbau mit Sichtziegelmauerwerk, Stufengiebeln, Rundbogenfenstern und Pfeilergliederung, in Formen der Neuen Sachlichkeit, von Walter Brugmann (Städtisches Hochbauamt), 1926 | D-5-64-000-1730 Wikidata | BW             |
| Sandreuthstraße 17/19 (Standort)                  | Ehemaliges Verwaltungsgebäude                    | Zweigeschossiger, zweiflügeliger Halbwalmdachbau mit Eckpavillon, Zwerchhäusern, Dachreiter, Dachgauben und Bodenerkern, Putzbau mit Sandsteingliederung in historistischen, teilweise gotisierenden Formen, von Georg Kuhn, 1901–04 | D-5-64-000-1730 Wikidata | BW             |
| Sandreuthstraße (Standort)                        | Einfriedung                                      | gegen die Sandreuthstraße, Eisengitterzaun, Jugendstil, 1901–04 | D-5-64-000-1730 Wikidata | BW             |

### Schweinau
| Lage                                                              | Objekt                                                 | Beschreibung | Akten-Nr.                | Bild           |
| ----------------------------------------------------------------- | ------------------------------------------------------ | --- | ------------------------ | -------------- |
| Hintere Marktstraße 40 (Standort)                                 | Ehemaliges Bauernhaus                                  | Zweigeschossiger, giebelständiger Sandsteinquaderbau mit Satteldach, Fachwerkgiebel und Fachwerkgaube, im Kern 18. Jahrhundert, einhüftige Aufstockung erste Hälfte 19. Jahrhundert | D-5-64-000-784 Wikidata  | weitere Bilder |
| Hintere Marktstraße 48 (Standort)                                 | Ehemaliges Bauernhaus                                  | Erdgeschossiger Fachwerkbau mit Schopfwalmdach und Aufzugsgaube, erste Hälfte 18. Jahrhundert | D-5-64-000-785 Wikidata  | weitere Bilder |
| Hintere Marktstraße 59 (Standort)                                 | Wohnhaus in Ecklage                                    | Zweigeschossiger Walmdachbau mit Zwerchgiebel, Dacherkern, zweigeschossigem Bodenerker mit Eisenbalkon und polygonalem Sandstein-Eckchörlein, Putzbau mit Sandsteingliederung, reduzierter Historismus mit Renaissance-Formen, bezeichnet „1901“ | D-5-64-000-786 Wikidata  | weitere Bilder |
| Holzwiesenstraße 8 (Standort)                                     | Ehemaliges Bauernhaus                                  | Erdgeschossiger Schopfwalmdachbau mit Fachwerkgiebel, bezeichnet „1785“, im 20. Jahrhundert erneuert | D-5-64-000-826 Wikidata  | weitere Bilder |
| Idastraße 1 (Standort)                                            | Mietshaus in Ecklage                                   | Viergeschossiger Steilsatteldachbau mit Sandsteinfassade, dreigeschossigem, zweiachsigem Sandsteinerker, Zwerchgiebeln und Jugendstildekor, von Gottlieb und Johann W. Ammon, 1906 | D-5-64-000-855 Wikidata  | weitere Bilder |
| Lochnerstraße 19 (Standort)                                       | Evangelisch-lutherische Kreuzkirche                    | Pfarrkirche mit Gemeindezentrum Kirchenbau, ungefähr sechseckiger Zentralraum mit Faltdach, drei Betonrundstützen und der Taufe als geistigem Zentrum, am Außenbau horizontal verlaufende Betonringanker mit Ziegelausfachung, Durchfensterung als halbkreisförmige Segmentbogenfenster und senkrechte Fensterschlitze, die an- bzw. absteigenden Trauflinien durch schmale Fensterschlitze abgesetzt, nördlich angeschlossen Eingangsbereich und sogenannter Brautraum; mit Ausstattung, von Olaf Andreas Gulbransson, 1961/63 | D-5-64-000-2471 Wikidata | weitere Bilder |
| Lochnerstraße 19 (Standort)                                       | Campanile                                              | Nordöstlich an Brautraum angeschlossener runder Betonbau mit Ziegelausfachungen und Kegeldach, von Olaf Andreas Gulbransson, 1961/63 | D-5-64-000-2471 Wikidata | weitere Bilder |
| Lochnerstraße 19 (Standort)                                       | Sakristei                                              | südlich an Kirchenbau angeschlossener, erdgeschossiger Betonbau mit Ziegelausfachung und Flachdach, von Olaf Andreas Gulbransson, 1961/63 | D-5-64-000-2471 Wikidata | BW             |
| Lochnerstraße 19 (Standort)                                       | Pfarrhaus                                              | südöstlich an Sakristei angeschlossen, zweigeschossiger Betonbau mit Ziegelausfachung und Flachdach, von Olaf Andreas Gulbransson, 1961/63 | D-5-64-000-2471 Wikidata | weitere Bilder |
| Lochnerstraße 21 (Standort)                                       | Gemeindehaus                                           | Zweigeschossiger Betonbau mit Ziegelausfachung und Flachdach, von Karl. H. Schwabenbauer, 1971 | D-5-64-000-2471 Wikidata | weitere Bilder |
| Olgastraße 1 (Standort)                                           | Wohnhaus in Ecklage                                    | Zweigeschossiger Mansarddachbau mit Sandsteinfassade, Volutenzwerchgiebel, Eckzwerchgiebel, Fachwerkmansarde, Dacherker mit Spitzhelm und eingeschossigem Chörlein mit Eisenbalkonbrüstung, Neurenaissance, um 1900 | D-5-64-000-1463 Wikidata | weitere Bilder |
| Olgastraße 1 (Standort)                                           | Einfriedung                                            | Verputzte Steinmauer und Eisengittertor, gleichzeitig | D-5-64-000-1463 Wikidata | weitere Bilder |
| Schweinauer Hauptstraße 3 (Standort)                              | Wohnhaus                                               | Zweigeschossiger, traufständiger Sandsteinquaderbau mit Satteldach und Zwerchgiebel, Mitte 19. Jahrhundert | D-5-64-000-1821 Wikidata | weitere Bilder |
| Schweinauer Hauptstraße 29 (Standort)                             | Mietshaus                                              | Viergeschossiger Mansardwalmdachbau mit Eckzwerchhaus mit Spitzhelm, Zwerchgiebel, zweigeschossigem, zweiachsigem Sandsteinerker mit Eisenbalkonbrüstung und viergeschossigem, polygonalem Eckturm mit Spitzhelm, Backsteinbau mit Sandsteinerdgeschoss und -straßenfassade, Neurenaissance, um 1900 | D-5-64-000-1822 Wikidata | weitere Bilder |
| Schweinauer Hauptstraße 29 (Standort)                             | Rückgebäude                                            | Mietshaus. zweigeschossiger Putzbau mit Pultdach, gleichzeitig, erneuert | D-5-64-000-1822          | BW             |
| Schweinauer Hauptstraße 31 (Standort)                             | Ehemaliges Rathaus, dann Schulhaus, jetzt Gemeindehaus | Zweigeschossiger, traufständiger Sandsteinquaderbau mit Satteldach und Mittelrisalit, um 1858/60 | D-5-64-000-1823 Wikidata | weitere Bilder |
| Schweinauer Hauptstraße 33 (Standort)                             | Mietshaus in Ecklage                                   | Viergeschossiger Mansarddachbau mit Sandsteinstraßenfassade, Zwerchgiebeln, Dachgauben, dreigeschossigem, zweiachsigem Sandsteinerker und zweigeschossigem, dreiseitigem Sandsteinerker mit Eisenbalkonbrüstung, Neurenaissance, bezeichnet „1902“ | D-5-64-000-1824 Wikidata | weitere Bilder |
| Schweinauer Hauptstraße 35 (Standort)                             | Mietshaus                                              | Viergeschossiger Mansarddachbau mit Sandsteinstraßenfassade, Zwerchhaus mit Segmentgiebel, Dachgauben und dreigeschossigem, zweiachsigem Sandsteinerker mit Eisenbalkonbrüstung, Neurenaissance, um 1902/04 | D-5-64-000-1825 Wikidata | weitere Bilder |
| Schweinauer Hauptstraße 37 (Standort)                             | Mietshaus                                              | Viergeschossiger Mansardwalmdachbau mit Dachgauben und Zwerchhaus mit Segmentgiebel, Backsteinbau mit Sandsteinstraßenfassade und dreigeschossigem, zweiachsigem Sandsteinerker mit Eisenbalkonbrüstung, Neurenaissance, bezeichnet „1904“ | D-5-64-000-1826 Wikidata | weitere Bilder |
| Schweinauer Hauptstraße 37 (Standort)                             | Rückgebäude                                            | Mietshaus, dreigeschossiger Backsteinbau mit Pultdach, gleichzeitig Eisengittertor und Sandsteinpfeiler, gleichzeitig | D-5-64-000-1826 Wikidata | weitere Bilder |
| Schweinauer Hauptstraße 37 (Standort)                             | Eisengittertor und Sandsteinpfeiler                    | gleichzeitig | D-5-64-000-1826 Wikidata | weitere Bilder |
| Schweinauer Hauptstraße 58; Schweinauer Hauptstraße 60 (Standort) | Doppelhaus                                             | Zweigeschossiger, traufständiger Satteldachbau, rückseitig teilweise eingeschossig, Erdgeschoss in Massivbauweise, im Kern ehemaliger Fachwerkbau von 1452 (dendrochronologisch datiert), im späten 18. Jahrhundert und im 20. Jahrhundert erweitert und umgebaut | D-5-64-000-1828 Wikidata | weitere Bilder |
| Schweinauer Hauptstraße 62 (Standort)                             | Gasthaus Schwarzer Adler                               | Erdgeschossiger Fachwerkbau mit Satteldach und einseitiger Mansarde, im Kern 18. Jahrhundert | D-5-64-000-1829 Wikidata | weitere Bilder |
| Schweinauer Hauptstraße 71 (Standort)                             | Mietshaus                                              | Zweigeschossiger Mansardwalmdachbau mit Volutenzwerchgiebeln und Dachgauben, Backsteinbau mit Sandsteingliederung, im Neurenaissance-Stil, bezeichnet „1890“ | D-5-64-000-1830 Wikidata | weitere Bilder |
| Schweinauer Hauptstraße 73 a (Standort)                           | Ehemalige Scheune                                      | Eingeschossiger Putzbau mit einseitig abgewalmtem Steildach, Giebel- und Schleppgauben, im Kern 1650 und 1693 dendrochronologisch datiert, Umbauten 1908 und 1927 | D-5-64-000-2867 Wikidata | weitere Bilder |

## Abgegangene Baudenkmäler
| Lage                         | Objekt              | Beschreibung | Akten-Nr.                | Bild |
| ---------------------------- | ------------------- | --- | ------------------------ | ---- |
| Weddigenstraße 21 (Standort) | Hausmeisterwohnhaus | Erdgeschossiger Backsteinbau mit Flachdach und Einfriedung; sämtlich von Friedrich Seegy, 1957–61; im Rahmen der Sanierung des Neuen Gymnasiums abgebrochen | D-5-64-000-2514 Wikidata | BW   |